# 2008年の日本
2008年の日本（2008ねんのにほん）では、2008年（平成20年）の日本の出来事・流行・世相などについてまとめる。

## 他の紀年法
日本では、西暦の他にも以下の紀年法を使用している。なお、以下の紀年法は西暦と月日が一致している。
- 元号
  - 平成20年
- 神武天皇即位紀元
  - 皇紀2668年
- 干支
  - 戊子（つちのえ ね）

## カレンダー
| 1月 |    |    |    |    |    |    |
| 日  | 月 | 火 | 水 | 木 | 金 | 土 |
|     |    | 1  | 2  | 3  | 4  | 5  |
| 6   | 7  | 8  | 9  | 10 | 11 | 12 |
| 13  | 14 | 15 | 16 | 17 | 18 | 19 |
| 20  | 21 | 22 | 23 | 24 | 25 | 26 |
| 27  | 28 | 29 | 30 | 31 |    |    |
|     |    |    |    |    |    |    |

| 2月 |    |    |    |    |    |    |
| 日  | 月 | 火 | 水 | 木 | 金 | 土 |
|     |    |    |    |    | 1  | 2  |
| 3   | 4  | 5  | 6  | 7  | 8  | 9  |
| 10  | 11 | 12 | 13 | 14 | 15 | 16 |
| 17  | 18 | 19 | 20 | 21 | 22 | 23 |
| 24  | 25 | 26 | 27 | 28 | 29 |    |
|     |    |    |    |    |    |    |

| 3月 |    |    |    |    |    |    |
| 日  | 月 | 火 | 水 | 木 | 金 | 土 |
|     |    |    |    |    |    | 1  |
| 2   | 3  | 4  | 5  | 6  | 7  | 8  |
| 9   | 10 | 11 | 12 | 13 | 14 | 15 |
| 16  | 17 | 18 | 19 | 20 | 21 | 22 |
| 23  | 24 | 25 | 26 | 27 | 28 | 29 |
| 30  | 31 |    |    |    |    |    |
|     |    |    |    |    |    |    |

| 4月 |    |    |    |    |    |    |
| 日  | 月 | 火 | 水 | 木 | 金 | 土 |
|     |    | 1  | 2  | 3  | 4  | 5  |
| 6   | 7  | 8  | 9  | 10 | 11 | 12 |
| 13  | 14 | 15 | 16 | 17 | 18 | 19 |
| 20  | 21 | 22 | 23 | 24 | 25 | 26 |
| 27  | 28 | 29 | 30 |    |    |    |
|     |    |    |    |    |    |    |

| 5月 |    |    |    |    |    |    |
| 日  | 月 | 火 | 水 | 木 | 金 | 土 |
|     |    |    |    | 1  | 2  | 3  |
| 4   | 5  | 6  | 7  | 8  | 9  | 10 |
| 11  | 12 | 13 | 14 | 15 | 16 | 17 |
| 18  | 19 | 20 | 21 | 22 | 23 | 24 |
| 25  | 26 | 27 | 28 | 29 | 30 | 31 |
|     |    |    |    |    |    |    |

| 6月 |    |    |    |    |    |    |
| 日  | 月 | 火 | 水 | 木 | 金 | 土 |
| 1   | 2  | 3  | 4  | 5  | 6  | 7  |
| 8   | 9  | 10 | 11 | 12 | 13 | 14 |
| 15  | 16 | 17 | 18 | 19 | 20 | 21 |
| 22  | 23 | 24 | 25 | 26 | 27 | 28 |
| 29  | 30 |    |    |    |    |    |
|     |    |    |    |    |    |    |

| 7月 |    |    |    |    |    |    |
| 日  | 月 | 火 | 水 | 木 | 金 | 土 |
|     |    | 1  | 2  | 3  | 4  | 5  |
| 6   | 7  | 8  | 9  | 10 | 11 | 12 |
| 13  | 14 | 15 | 16 | 17 | 18 | 19 |
| 20  | 21 | 22 | 23 | 24 | 25 | 26 |
| 27  | 28 | 29 | 30 | 31 |    |    |
|     |    |    |    |    |    |    |

| 8月 |    |    |    |    |    |    |
| 日  | 月 | 火 | 水 | 木 | 金 | 土 |
|     |    |    |    |    | 1  | 2  |
| 3   | 4  | 5  | 6  | 7  | 8  | 9  |
| 10  | 11 | 12 | 13 | 14 | 15 | 16 |
| 17  | 18 | 19 | 20 | 21 | 22 | 23 |
| 24  | 25 | 26 | 27 | 28 | 29 | 30 |
| 31  |    |    |    |    |    |    |
|     |    |    |    |    |    |    |

| 9月 |    |    |    |    |    |    |
| 日  | 月 | 火 | 水 | 木 | 金 | 土 |
|     | 1  | 2  | 3  | 4  | 5  | 6  |
| 7   | 8  | 9  | 10 | 11 | 12 | 13 |
| 14  | 15 | 16 | 17 | 18 | 19 | 20 |
| 21  | 22 | 23 | 24 | 25 | 26 | 27 |
| 28  | 29 | 30 |    |    |    |    |
|     |    |    |    |    |    |    |

| 10月 |    |    |    |    |    |    |
| 日   | 月 | 火 | 水 | 木 | 金 | 土 |
|      |    |    | 1  | 2  | 3  | 4  |
| 5    | 6  | 7  | 8  | 9  | 10 | 11 |
| 12   | 13 | 14 | 15 | 16 | 17 | 18 |
| 19   | 20 | 21 | 22 | 23 | 24 | 25 |
| 26   | 27 | 28 | 29 | 30 | 31 |    |
|      |    |    |    |    |    |    |

| 11月 |    |    |    |    |    |    |
| 日   | 月 | 火 | 水 | 木 | 金 | 土 |
|      |    |    |    |    |    | 1  |
| 2    | 3  | 4  | 5  | 6  | 7  | 8  |
| 9    | 10 | 11 | 12 | 13 | 14 | 15 |
| 16   | 17 | 18 | 19 | 20 | 21 | 22 |
| 23   | 24 | 25 | 26 | 27 | 28 | 29 |
| 30   |    |    |    |    |    |    |
|      |    |    |    |    |    |    |

| 12月 |    |    |    |    |    |    |
| 日   | 月 | 火 | 水 | 木 | 金 | 土 |
|      | 1  | 2  | 3  | 4  | 5  | 6  |
| 7    | 8  | 9  | 10 | 11 | 12 | 13 |
| 14   | 15 | 16 | 17 | 18 | 19 | 20 |
| 21   | 22 | 23 | 24 | 25 | 26 | 27 |
| 28   | 29 | 30 | 31 |    |    |    |
|      |    |    |    |    |    |    |

## 在職者
- 天皇: 明仁
- 内閣総理大臣: 福田康夫（自由民主党）、9月24日より麻生太郎（自由民主党）
- 内閣官房長官: 町村信孝（自由民主党）、9月24日より河村建夫
- 最高裁判所長官: 11月21日まで島田仁郎、11月25日より竹﨑博允
- 衆議院議長: 河野洋平（自由民主党）
- 参議院議長: 江田五月(民主党)
- 国会: 第168回 (臨時会, 2007年9月10日 - 1月15日)、第169回 (常会, 1月18日 - 6月21日）、第170回 (臨時会, 9月24日 - 12月25日)

## 世相
- 日本の総人口がこの年ピークを迎える（1億2,808万人）。

### 2008年の流行語
「グ〜!」（エド・はるみ）、「アラフォー」が新語・流行語大賞の年間大賞を受賞した（その他の受賞語は後節「#流行語」も参照）。

### 2008年の漢字
「変」・・・よくも悪くも変化の多かった一年を象徴する漢字として選ばれた。
- 政治の変：日本の首相の交代、アメリカの次期大統領の「change（変革）」。
- 経済の変：世界的な金融情勢の変動。株価暴落や円高ドル安などの大幅変動。
- 生活の変：食の安全性に対する意識の変化。物価の上昇による生活の変化。
- 気候の変：世界的規模の気候異変による、地球温暖化問題の深刻化。地震やゲリラ豪雨などの天変地異。
- 未来に向けた変：スポーツや科学の分野での日本人の活躍に時代のいい変化が。

### 周年
- 1月3日 - 『ゲゲゲの鬼太郎』アニメ放送開始40周年。
- 1月27日 - 全日空機成田空港オーバーラン事故から5年。
- 1月28日 - 栃木女性教師刺殺事件から10年。
- 2月7日 - 1998年長野オリンピック開催10周年。
- 2月18日 - 北九州元漁協組合長射殺事件から10年。
- 2月20日 - 坂出送電塔倒壊事件から10年。
- 2月28日 - ビッグコミック（小学館）創刊40周年。
- 3月1日 - 横浜国際総合競技場（現日産スタジアム）開業10周年。
- 3月9日 - 関門トンネル開業40周年。
- 3月13日 - 青函トンネル開業20周年。
- 3月18日 - 東京ドーム開業20周年。
- 3月25日 - 2007年能登半島地震発生から1年。
- 3月28日 - 千葉都市モノレール開業20周年。
- 3月31日 - 営団地下鉄千代田線全線開業30周年。
- 4月2日 - 福岡ドーム開場15周年。
- 4月4日 - 横浜スタジアム開業30周年。
- 4月5日 - 明石海峡大橋（神戸淡路鳴門自動車道）開通10周年。
- 4月6日 - サンシャインシティ開業30周年。
- 4月7日 - 宝塚ファミリーランドの営業終了から5年。
- 4月10日 - 瀬戸大橋開通20周年。
- 4月15日 - 東京ディズニーランド開園25周年。
- 4月15日 - 三重県中部地震発生から1年。
- 4月16日 - 『となりのトトロ』公開20周年。
- 4月17日 - 長崎市長射殺事件から1年。
- 4月25日 - 東名高速道路開通40周年。
- 5月15日 - Jリーグ15周年。
- 5月15日 - 会津若松母親殺害事件から1年。
- 5月17日 - 長久手発砲立てこもり事件から1年。
- 5月20日 - 成田国際空港開港30周年。
- 5月20日 - 泉南郡熊取町小4女児誘拐事件から5年。
- 6月5日 - 国立国会図書館開館60周年。
- 6月14日 - 八尾市ヤミ金心中事件から5年。
- 6月19日 - 渋谷温泉施設爆発事故から1年。
- 6月20日 - 福岡一家4人殺害事件から5年。
- 6月28日 - 福井地震から60年。
- 6月28日 - 碧南市パチンコ店長夫婦殺害事件から10年。
- 7月1日 - 長崎男児誘拐殺人事件から5年。
- 7月11日 - 週刊少年ジャンプ（集英社）創刊40周年。
- 7月15日 - 任天堂「ファミリーコンピュータ」発売から25周年。
- 7月16日 - 新潟県中越沖地震発生から1年。
- 7月25日 - 和歌山毒物カレー事件から10年。
- 7月30日 - 沖縄県の車両の通行区分が左側通行に戻されて（730）から30年。
- 8月1日 - 営団地下鉄半蔵門線開業30周年。
- 8月10日 - 沖縄都市モノレール線（ゆいレール）開業5周年。
- 8月12日 - 日中平和友好条約締結から30年。
- 8月18日 - 熊谷男女4人殺傷事件から5年。
- 8月25日 - チキンラーメン （日清食品）発売50周年。
- 8月31日 - 沖縄・自衛官爆死事件から5年。
- 9月1日 - 人生ゲーム発売40周年。
- 9月16日 - 名古屋立てこもり放火事件から5年。
- 9月17日 - 京田辺警察官殺害事件から1年。
- 9月20日 - PlayStation Portable発売1周年。
- 10月1日 - 東海道新幹線品川駅開業5周年。
- 10月3日 - それいけ!アンパンマン放送開始20周年。
- 10月8日 - 日韓共同宣言10周年。
- 10月16日 - 加古川小2女児殺害事件から1年。
- 10月21日 - ゲームボーイカラー発売10周年。
- 10月24日 - 視聴率不正操作事件から5年。
- 10月31日 - NACK5開局20周年[注 1]。
- 11月1日 - 源氏物語千年紀。
- 11月15日 - 都営地下鉄浅草線全線開業40周年。
- 11月22日 - 関西テレビ放送開局50周年。
- 11月24日 - 伊勢市女性記者行方不明事件から10年。
- 11月26日 - 日中共同宣言発表から10年。
- 11月27日 - ドリームキャスト発売10周年。
- 12月1日 - 地上デジタルテレビ放送の開始から5年。
- 12月14日 - ルネサンス佐世保散弾銃乱射事件から1年。
- 12月16日 - 新潟総合テレビ開局40周年。
- 12月18日 - 館山市一家4人放火殺人事件から5年。
- 12月20日 - AIRDO初路線就航10周年。
- 12月25日 - 東海テレビ放送開局50周年。
- 12月27日 - 都営地下鉄三田線開業40周年。

## できごと

### 1月
- 1月1日
  - Yahoo! JAPANのトップページがリニューアルされる。
- 1月5日
  - 岡山地底湖行方不明事故が発生。
- 1月7日 - NTTドコモがPHSサービスを終了[b 1]。
- 1月8日
  - 東京都、埼玉県、福井県でタクシーの全面禁煙化が行われる[1]。
  - 福岡地方裁判所、2006年8月に福岡市東区で幼児3人を死亡させた追突事故を起こした元福岡市職員の被告に対し、危険運転致死罪を適用せず、業務上過失致死罪を適用、懲役7年6月の判決。原告は判決を不服として1月21日に福岡高等裁判所に控訴[a 1]。
- 1月9日
  - 日本製紙が年賀はがき用「再生紙はがき」として納品した紙の古紙使用率を偽り、ごく僅かな比率しか使用していなかった「環境偽装」が発覚、その後、コピー紙など同社の他の再生紙利用商品においても同様の偽装が行われていたことや、王子製紙、北越製紙、三菱製紙、大王製紙、中越パルプ工業各社も同様の偽装を行っていたことが判明[a 2]。
  - 青森県八戸市で、母子3人が殺害され自宅に放火される事件が発生。死亡した女性の長男を逮捕[a 3]。
- 1月10日
  - パスネット販売終了[c 1]。
  - 松下電器産業、同年10月1日から社名を「パナソニック株式会社」（英名：Panasonic Corporation）と変更することを発表[b 2]。
- 1月11日
  - インド洋での海上自衛隊の給油活動を再開するための「新テロ対策特別措置法案」が、午前の参議院本会議での否決の後、同日午後の衆議院本会議で、憲法59条の規定に基づき、衆議院議席の3分の2以上の賛成多数で可決・成立[c 2]。参院否決法案の衆院再可決は1951年のモーターボート競走法案から実に57年ぶり2度目。
  - 血液製剤による薬害C型肝炎の感染被害者に対し給付金を支給する「薬害C型肝炎被害者救済法案」が、参議院本会議で全会一致で可決・成立[a 4]。15日に基本合意書締結。
  - 人材派遣業大手グッドウィル、違法な二重派遣を行ったとして厚生労働省より1月18日から2ヶ月間の事業停止命令を受ける[c 3]。
  - ロッテホールディングス、銀座コージーコーナーの買収に合意したことを発表。
- 1月12日 - 南極海で、グリーンピースが日本の捕鯨船団を追跡し調査捕鯨を実力阻止[a 5]。
- 1月13日 - 渡辺捷昭トヨタ自動車社長、アメリカ合衆国デトロイトで開かれたモーターショーで、2010年までに家庭用電源で充電可能なプラグイン型ハイブリッドカーを販売する方針を表明[c 4]。
- 1月15日
  - オーストラリア連邦裁判所、オーストラリアが自国の排他的経済水域と主張しており、独自に「クジラ保護区」に指定している南極沿岸の南極海一部海域での日本の調査捕鯨の差し止めを命じる[a 6]。同判決は国際法に適合しないとして調査捕鯨を継続していた日本の調査捕鯨船団の一つ「第二勇新丸」に、米環境保護団体「シーシェパード」の船舶が意図的に衝突し、メンバー2名が第二勇新丸に乱入したため乗組員が2人を拘束、1月17日に海上でオーストラリア当局に2人を引き渡す。その直後、船団のうち1隻「第3勇新丸」もシーシェパードからの妨害を受ける[a 7]。オーストラリアのステファン・スミス外相がシーシェパードの「違法な活動」を批判。
  - みずほコーポレート銀行、サブプライムローン問題で損失が拡大した米メリルリンチに対し、優先株式12億ドル（約1300億円）分の購入による金融支援を行うことを発表。バブル崩壊 以降日本の金融機関が米金融機関に出資するのは初[a 8]。
- 1月16日
  - 京都市営地下鉄東西線の二条 - 太秦天神川間が開業。
  - 自由民主党の古賀誠選対委員長と谷垣禎一政調会長が会談、両者が率いる派閥が5月13日までに合流し、党内第3勢力となる統一派閥を形成、古賀会長、谷垣世話人体制とすることに合意[a 9]。
  - NHKの記者3名が、ニュース原稿の情報をもとにインサイダー取引を行ったとして、証券取引等監視委員会の事情聴取を受ける[a 10]。1月18日、増田寛也総務大臣がNHK全職員の調査を指示[a 11]。
- 1月17日 - 中央教育審議会、小中学校の授業時間の30年ぶり増加、小学校での英語活動などを盛り込んだ学習指導要領最終答申を渡海紀三朗文部科学大臣に提出[a 12]。
- 1月18日
  - 日本の海洋研究開発機構とロシア科学アカデミーの研究により、シベリア東部の永久凍土地帯の地温が約3度上昇し、2004年以来夏季に永久凍土表層の融解が急速に進行していることが判明[c 5]。
  - 国連国際防災戦略、2007年の世界各地の自然災害による経済損失が625億米ドルに達し、最も被害額が大きかった災害が新潟県中越沖地震の125億ドル（1兆3300億円）であったことを発表[a 13]。
- 1月19日 - 阪神高速8号京都線油小路区間（上鳥羽 - 伏見）が開通。
- 1月20日 - 地域・生活者起点で日本を洗濯（選択）する国民連合が発足[c 6]。
- 1月21日
  - 東京証券取引所の日経平均株価が535円35銭値下げしたのをはじめ、インド・ムンバイ証券取引所で平均株価が一日当たり過去最大の下げ幅を記録するなどアジア各地の証券市場が軒並み暴落[a 14]。
  - 警視庁田無警察署が85歳の父親の世話を放棄し、東京都西東京市職員の立ち入り検査を拒否したとして、43歳の娘を高齢者の虐待の防止、高齢者の養護者に対する支援等に関する法律違反の現行犯で逮捕。2006年4月に施行された同法違反の逮捕は全国初[a 15]。
- 1月24日
  - 京都府警察、日本で初めてコンピュータウイルス作成者3名を逮捕。コンピュータウイルス作成自体を処罰する法律が未整備のため、アニメ画像を作者に無断でウイルスに使用した著作権法違反容疑[a 16]。
  - 日米両政府、沖縄本島周辺の航空管制システム「嘉手納ラプコン」を2010年3月までに日本側に返還することで合意[c 7]。
  - 橋本元一NHK会長、記者のインサイダー取引問題を受け、任期満了となる数時間前に引責辞任。福地茂雄前アサヒビール相談役が後任に就任[a 17]。
- 1月25日
  - 建基法不況について内閣総理大臣の福田康夫が「行政上の予見が足りなくて産業界に大変御迷惑をかけた。」と謝罪[2]。
  - 政府、閣議で社会保障国民会議の新設を決定。「雇用・年金」「医療・介護・福祉」「少子化・仕事と生活の調和」の3分科会を設置。1月29日に初会合開催[a 18]。
  - 金融庁、川崎市に本社を置くテラメントが株式大量保有報告書を提出、EDINETを通じ、トヨタ自動車、ソニー、NTT、三菱重工業、フジテレビジョン、アステラス製薬の6社の株式51%を取得したと発表したことを公表。虚偽の疑いがあるとして同庁が調査、27日に訂正命令。証券取引等監視委員会が30日に同社を強制捜査[a 19]。
  - 金融庁、新興市場セントレックスの上場審査体制に不備があったとして名古屋証券取引所に対し業務改善命令[a 20]。
  - 明治大学、リーダー部（応援団の1部門）に所属していた当時理工学部3年の学生が2007年7月に部内でのいじめを苦に自殺した問題で、この日付けで同部を廃部解散。納谷廣美学長が記者会見で遺族に謝罪[c 8][c 9]。
- 1月26日
  - 午前4時33分に北陸地方で地震発生。石川県輪島市で震度5弱、穴水町では震度4を観測しながら緊急地震速報は発せられず[a 21]。
  - 広島地区の公共交通機関にICカード「PASPY」導入[c 10]。
- 1月27日
  - 太田房江現知事の任期満了に伴う大阪府知事選挙で、自由民主党の推薦、公明党の支持を受けた、弁護士でタレントの橋下徹が初当選。就任時で38歳と、現役都道府県知事として最年少となる[a 22]。
  - アジアハンドボール連盟(AHF)が臨時理事会を開き、国際ハンドボール連盟(IHF)の指示により北京オリンピック予選再試合を行おうとしている日本と参加国の韓国に対し、予選参加の場合はAHFから除名するとの決定を下す。一方IHFは、予選再試合は上部組織であるIHFの指示によるものであり、AHFによる処分は無効であるとの会長声明を発表。1月29日、1月30日に予定通り再試合を開催。後に罰金処分に変更[a 23]。
- 1月28日
  - 東京地方裁判所、マクドナルド店長が日本マクドナルドを残業代不払を理由に訴えた裁判で、店長は職務および権限から見て管理職にあたらないと判断、マクドナルド側に残業代約750万円の支払いを命じる判決[a 24]。
  - 日清食品、東洋水産、明星食品などの麺類（カップラーメン、袋茹でラーメンなど）が値上げされる。
  - 東京都中央区勝どきに超高層ツインタワーマンション『THE TOKYO TOWERS』が竣工。総戸数2,794戸は国内最大[c 11]。
- 1月29日 - 米シティグループが日興コーディアル証券を完全子会社化[c 12]。
- 1月30日
  - 中国製冷凍餃子中毒事件が発生[a 25]。
  - 消費期限偽装問題で食品衛生法に基づき営業禁止処分となっていた三重県伊勢市の赤福、保健所より処分を解除される[a 26]。
  - 国土交通省は東京国際空港、大阪国際空港両空港の正式名称を「東京羽田空港」、「大阪伊丹空港」とし、正式名称から「国際」を外す方針を、自民党の反対により撤回[a 27]。
  - 西川一誠福井県知事、高浜町の関西電力高浜原子力発電所のプルサーマル計画再開を了承[a 28]。
- 1月31日
  - 東京高等裁判所、1978年に女性を殺害し遺体を隠し続け、26年後の時効後に自首した男を被害者遺族が訴えた裁判で、本件においては通常犯行後最大20年の除斥期間は生じないとして犯人の男に4200万円の支払いを命じる判決[a 29]。
  - 教育再生会議、道徳の教科化などを求めた最終報告をまとめ、この日をもって解散[a 30]。

### 2月
- 2月1日
  - 神奈川県、宮崎県、鹿児島県を除く44都道府県でtaspoの申込開始[a 31]。
  - 法務省、東京、大阪、福岡の各拘置所で、計3人に対し死刑執行[c 13]。
  - 長崎県警察は2007年12月14日に長崎県佐世保市で発生した散弾銃乱射事件について、事件後自殺した被疑者を、殺人、殺人未遂、銃刀法違反などの容疑で被疑者死亡のまま長崎地方検察庁佐世保支部に書類送検[a 32]。
  - 総務省、2007年7月の新潟県中越沖地震において、東京電力柏崎刈羽原子力発電所が被災した際に緊急事態応急対策拠点施設（オフサイトセンター）が活用されなかったなど緊急時対策に問題があるとして経済産業省に対し改善勧告[a 33]。
  - この日から、日本人海外旅行客を含め、海外から日本に入国する全ての旅客に、税関への「携帯品・別送品申告書」の提出が義務化される[c 14]。
- 2月3日
  - 関東地方の大雪で、首都高速道路、館山自動車道などが通行止、東京国際空港で140便以上欠航するなど交通機関に影響。秩父宮ラグビー場でのジャパンラグビートップリーグや青梅マラソンなどのスポーツイベントが中止となる[a 34]。
  - 長野県小谷村の栂池高原スキー場で雪崩発生、愛知県の大学生2人が巻き込まれ、病院に運ばれるが死亡[a 35][a 36]。
- 2月4日
  - イオングループがダイエーの持ち株比率において丸紅を上回り、ダイエーの単独筆頭株主となる[a 37]。
  - 宮崎県のかき氷シロップメーカーが、消費期限切れで返品された商品を再加熱し出荷していたことが判明。同社が商品を納品していた東京ディズニーランドなどで、商品の回収が行われる[a 38]。
- 2月5日 - 広島県の恐羅漢スキー場で3日から行方不明となり、同県から災害派遣要請を受け陸上自衛隊などが捜索していた7人が無事発見される[a 39]。
- 2月7日
  - 愛知県警察が2007年6月に時津風部屋所属の力士が死亡した問題で、当時の親方と部屋の力士3人を傷害致死容疑で逮捕[a 40]。
  - 南半球を中心に日食。昭和基地などで観測される[a 41]。
- 2月8日 - 南アフリカ共和国・ダーバンで、ピースボート参加者の日本人44人を乗せたバスが転落、7人が入院、うち3人が重傷を負う事故[a 42][a 43]。
- 2月9日
  - 近畿地方、東海地方から関東地方にかけ積雪、公共交通機関に混乱発生[a 44]。
  - アメリカ合衆国海兵隊の岩国基地受け入れの是非が争点となった山口県岩国市市長選挙で、受け入れ容認派の福田良彦（元自由民主党衆議院議員）が、辞職し立候補した井原勝介前市長を僅差で退けて初当選[a 45]。
- 2月10日 - 栃木県益子町の栃木県真岡警察署益子交番で、前年12月に続き同じ交番で2人目となる警察官による拳銃自殺事件発生[a 46]。
- 2月11日
  - 沖縄県沖縄市で、アメリカ合衆国海兵隊に所属する兵士が14歳の少女を強姦した容疑で逮捕[a 47]。
  - 長野県茅野市の八ケ岳連峰赤岳の山荘で、集団一酸化炭素中毒事故発生。15人が病院に運ばれる[a 48]。
  - 東京都足立区梅田の民家で夕方、男女4人が血まみれの状態で発見される。二男は両手首切断の上後頭部陥没で意識不明の重体。祖母と母親、父親は病院に運ばれたが死亡。なお五人家族の長男は外出していたため無事[a 49]。
- 2月13日
  - 鳩山邦夫法相、成人年齢を20歳から18歳に引き下げる案を法制審議会に諮問[a 50]。
  - 名古屋地方検察庁特捜部、丸八証券に対し株価を不当に高く維持した証券取引法違反容疑で強制捜査、元会長ら3名を逮捕[a 51]。
- 2月15日
  - 最高裁判所第2小法廷、地下鉄サリン事件の主犯の1人であるオウム真理教元幹部林泰男被告の上告を棄却、同教団関係者として5人目となる死刑確定[a 52]。
  - 警視庁ハイテク犯罪対策総合センター、架空の送信者名を使い22億通のスパムメールを送った東京都江東区の男を、特定電子メール法違反容疑で逮捕[a 53]。
  - 文部科学省、30年ぶりに授業時間を1割増加し、小学5年生から英語を必修とするなど、「ゆとり教育」からの脱却を柱とした新学習指導要領を発表[a 54]。
- 2月16日
  - 新千歳空港で、日本航空502便が管制塔の許可を得ず着陸機がいる状態で滑走路に進入、離陸を開始し、管制塔の指示で停止。航空・鉄道事故調査委員会が重大インシデントとして調査[a 55]。
  - 兵庫県伊丹市の民生委員が、2006年からの2年間に、県および市から交付された補助金のうち約1700万円を、研修名目での皆生温泉などへの旅行費用などに充当していたことが判明[a 56]。
- 2月17日
  - 京都市長選挙で、自民党、公明党および民主党、社会民主党の地方組織の推薦を受けた門川大作元市教育長が、共産党推薦の候補を951票差の僅差で破り初当選[a 57]。
  - 群馬県前橋市長選挙で、高木政夫市長が再選[c 15]。
- 2月18日
  - 総務省、ソフトバンクからの情報による調査で、NTT東日本およびNTT西日本が子会社と一体となって行っている営業活動が競争セーフガード制度に違反しているとして、両社に対し行政指導、3月31日の改善及び報告を要求[a 58]。
  - 関西地方の民間放送18社の社長で構成する近畿民放社長会、関西テレビ放送が、日本民間放送連盟に加盟していない限り行えない北京オリンピックの放送をフジテレビと共同で行う旨の広報資料を配布したことに反発し、同社から提出されていた民放連再加盟申請を見送ることを発表[a 59]。
- 2月19日
  - 千葉県の野島崎沖約40kmの太平洋上で、海上自衛隊の護衛艦あたごと漁船が衝突、漁船の船体が割れ沈没、乗組員2人が行方不明となる被害（イージス艦衝突事故）[c 16]。
  - 東芝、HD DVD事業からの撤退を正式発表[c 17]。
  - 最高裁第三小法廷（那須弘平裁判長）が無修正の男性器が写っている写真の掲載を理由に米国の写真家ロバート・メイプルソープの写真集をわいせつ物として没収した東京税関の処分を妥当とする東京高裁判決を破棄し、処分取り消しを命じる判決を言い渡す。下級審のわいせつ物認定を最高裁が取り消した初めての事例に（メイプルソープ事件）[a 60]。
- 2月20日
  - ミスタードーナツを経営するダスキンと、モスバーガーを経営するモスフードサービスが業務提携を発表[a 61]。
  - 新銀行東京、累積赤字削減のため、2008年度内に店舗数を6から1に削減、従業員数を現状の4分の1程度に削減する再建策を発表すると同時に、東京都に400億円の追加出資を要請。都は都議会に追加出資分を含む補正予算案を提出[a 62]。3月26日に可決成立[a 63]。
- 2月21日 - 営業停止処分中の人材派遣業グッドウィルが、2007年12月に宮崎県都城市で発生した労働災害事故を報告していなかった労災隠しが判明[a 64]。
- 2月22日
  - 公正取引委員会、ゴム製のマリンホースの販売をめぐる国際カルテルを結んだ私的独占の禁止及び公正取引の確保に関する法律（独占禁止法）違反で、ブリヂストンの他、イギリス、フランス、イタリアの海外計四社の計五社に対し排除措置命令。公取委が海外企業に排除命令を出すのは初[a 65]。
  - 福岡空港で、仁川国際空港行きアシアナ航空が管制塔の許可なく離陸。本来滑走路を横切り離陸する予定だったヘリコプターに指示を出したため事故は回避。国土交通省が同社に対し聴取[a 66]。
  - アメリカ・ロサンゼルス市警察、1981年9月に同市内で発生した日本人妻殺害事件（ロス疑惑）で、日本国内では最高裁判所で殺人について無罪が確定した元夫を、「有罪に問うべき新証拠が発見された」として、訪問先のサイパン島の空港で逮捕[a 67]。
- 2月23日
  - 新名神高速道路の亀山JCTから草津田上ICが開通。
  - 山陰自動車道萩三隅道路の明石ICから三隅IC開通。
  - H-IIAロケット14号機にて、超高速インターネット衛星「きずな」を打ち上げ[a 68]。
- 2月25日
  - 宮内庁、明仁天皇の健康状態に関して、『天皇陛下にあらせられましては、現状では前立腺癌の再発や他臓器への転移は見られませんが、癌治療の為のホルモン療法の副作用で骨密度が低下されており、骨粗鬆症に移行する恐れがあります』と発表。健康を考慮しながら公務及び宮中祭祀を軽減する等、今後の天皇の生活全般について見直していくことを表明[c 18]。
  - 福田康夫内閣総理大臣が韓国訪問、就任直後の李明博大統領と日韓首脳会談を行い、シャトル外交再開で合意[a 69]。
  - 最高裁判所第三小法廷、2000年に宮城県仙台市で発生した、『筋弛緩剤点滴事件』で一審・二審で無期懲役の判決を受けた被告人の上告を棄却。2月28日、弁護団が最高裁に対し異議申し立てたが、3月10日付で棄却。無期懲役が確定する[a 70]。
- 2月26日 - 東京高等裁判所、北海道開発局をめぐる受託収賄に関する裁判で、東京地方裁判所判決を支持、鈴木宗男現新党大地代表に懲役2年、追徴金1100万円の実刑判決[a 71]。
- 2月27日 - 東京地方裁判所八王子支部、在学中の芸能活動を禁止した校則を理由に下した退学処分が不当であるとしてタレント小泉麻耶が桐朋女子高等学校を運営する学校法人桐朋学園を訴えた裁判で、学校側の処分を正当とし、原告の訴えを棄却する判決[a 72]。
- 2月28日 - 2006年3月25日に中国・雲南省昆明市で日本体育大学水泳部所属選手が高地トレーニング中に死亡した問題で、死亡した学生の両親が、東京地方裁判所に、同大学およびコーチに対する損害賠償訴訟を起こす[a 73]。
- 2月29日 - 2月11日に沖縄県沖縄市で14歳の少女に対する強姦容疑で逮捕されたアメリカ合衆国海兵隊員、被害者が告訴を取り下げたため不起訴処分となり釈放[a 74]。

### 3月
- 3月1日
  - 東海旅客鉄道（JR東海）の東海道本線の函南 - 新所原でTOICA利用開始（従来の名古屋エリアと一体）。
  - 警視庁生活安全部保安課、アダルトDVDの審査が不十分だったとして、審査機関である日本ビデオ倫理協会審査部長をわいせつ図画頒布幇助容疑で逮捕[a 75]。
  - 日本生殖補助医療標準化機関、不妊治療の一環として、友人と姉妹から提供された卵子で体外受精を行うことを決定[a 76]。
- 3月3日 - 南氷洋で、反捕鯨団体シー・シェパードが日本の捕鯨船日新丸に対し薬品の入ったボトルを投げるなど攻撃、4人が軽傷を負う[a 77]。日本国外務省、シー・シェパードの船舶が船籍を置くオランダの駐日大使を呼び、適切な処置を講じるよう要請[a 78]。
- 3月5日
  - 福岡地方裁判所小倉支部、2004年3月に北九州市八幡西区で発生した殺人放火事件の裁判で、犯人とされた被害者の妹に対し無罪判決[a 79]。
  - 国際民間航空条約の規定に基づき、航空法で国際線操縦士（機長・副操縦士）に対して航空英語能力証明の取得が義務付けられる。
- 3月6日
  - 最高裁判所、住民基本台帳ネットワークを違憲として提訴された4件の訴訟について、大阪高等裁判所の違憲判決を棄却するなど、いずれも住基ネットは合憲との判断を下す[a 80]。
  - 新日本製鐵名古屋製鐵所の塩酸処理工場でオープンコークスガスの配管点検中に爆発が起こり、作業員3人が重軽傷を負う事故が発生[a 81]。
- 3月8日
  - 北関東自動車道・伊勢崎IC（群馬県伊勢崎市）- 太田桐生IC（群馬県太田市）の区間が開通。
  - 岩手県八幡平市の源太ケ岳で雪崩が発生し2人死亡[a 82]。
- 3月11日
  - 大阪地方検察庁特別捜査部、大阪市生野区の韓国籍の不動産賃貸業社長の姉妹を、自宅に父親から相続した59億3000万円の現金を隠し、28億6000万円の相続税を脱税した容疑で逮捕。相続税の脱税としては過去最高額[a 83]。
  - 最高裁判所、国立マンション訴訟で、建築物の高さ制限条例自体の違法性は否定するも上原公子元市長による発言が営業妨害に相当すると認めた東京高等裁判所判決を支持、市の上告を棄却し原告勝訴確定[a 84]。
- 3月12日 - 参議院、第30代日本銀行総裁及び副総裁人事について、内閣から提案された武藤敏郎総裁、伊藤隆敏副総裁人事案を民主党など野党の反対多数で否決・不同意とし、白川方明副総裁人事案については自由民主党、公明党、民主党、社会民主党、国民新党の賛成により可決・同意[a 85]。

- 3月13日

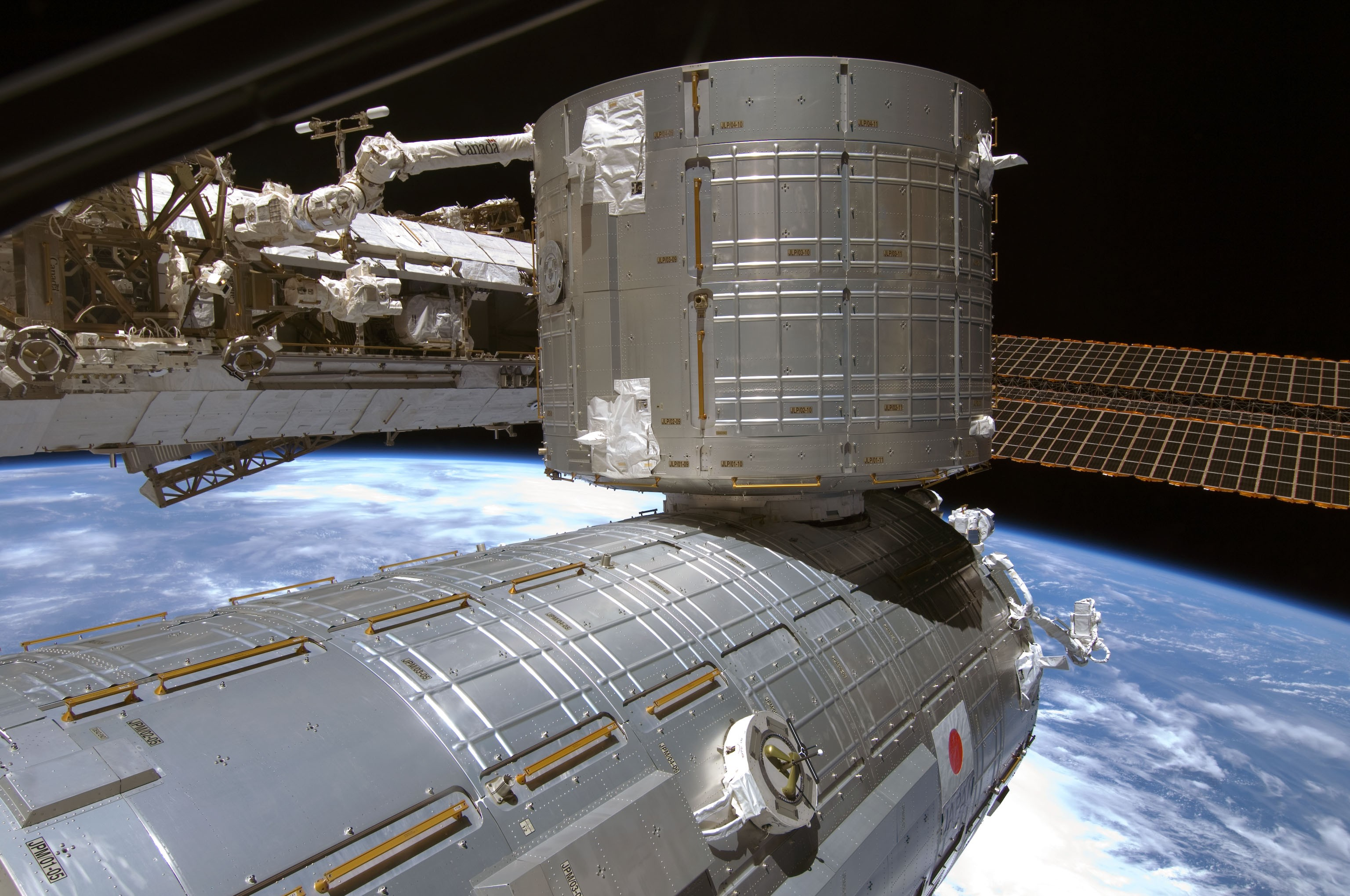
きぼう

  - 東京外国為替市場で、1995年11月以来12年4か月ぶりに1ドル100円を突破する円高を記録[a 86]。
  - 衆議院、第30代日本銀行総裁及び副総裁人事について、内閣から提案された武藤敏郎総裁、伊藤隆敏副総裁人事案を自由民主党、公明党など賛成多数で可決・同意とし、白川方明副総裁人事案は自由民主党、公明党、民主党、社会民主党、国民新党の賛成により可決・同意とした。この結果、衆参の議決が異なった武藤敏郎総裁及び伊藤隆敏副総裁の人事案は白紙となり、両院で議決同意された白川方明副総裁人事案のみが成立した[a 87]。
  - 11日に打ち上げられたスペースシャトル・エンデバーに搭載された国際宇宙ステーションの日本実験棟きぼう船内保管室のドッキングに成功[a 88]。15日、土井隆雄宇宙飛行士が初入室[a 89]。
- 3月14日
  - 最高裁判所第2小法廷、横浜事件の再審上告審判決で、無罪判決を求めた元被告の上告を棄却、免訴確定[a 90]。
  - パスネット利用私鉄各社のうち、舞浜リゾートライン以外の各事業者が、この日の終電をもって自動改札機でのパスネット利用終了。翌日始発から残額のPASMOへの移行開始[c 19]。
- 3月15日
  - JRグループダイヤ改正実施。寝台特急「なは・あかつき」及び寝台急行「銀河」が3月15日朝到着する列車を以て廃止[a 91]。
  - 上野駅と札幌駅を結ぶ寝台特急「北斗星」と大阪駅と青森駅を結ぶ寝台特急「日本海」がこれまでの2往復から1往復体制での運行となる。理由としては北斗星は青函トンネル内での北海道新幹線建設工事本格化により運行できなくなるためで、日本海は利用客の減少である。
  - 西日本旅客鉄道（JR西日本）おおさか東線 放出駅 - 久宝寺駅開業[a 92]。
  - JR東日本の新潟圏の一部路線と常磐線の日立 - 高萩間、日光線でSuica利用開始[b 3]。
  - 小田急ロマンスカーが 東京メトロ千代田線代々木上原駅 - 北千住駅間、有楽町線桜田門駅 - 新木場駅間乗入れを開始[a 93]。
  - 北関東自動車道宇都宮上三川IC - 真岡ICが開通[c 20]。
  - 海上自衛隊で6隻目となるイージス艦、あたご型護衛艦「あしがら」が就役、佐世保基地に配備[a 94]。
- 3月18日
  - 政府、セルビア共和国から独立したコソボ共和国を国家として承認することを閣議決定[a 95]。セルビア共和国は同決定に抗議、イバン・ムルキッチ日本駐在大使を本国へ召還[a 96]。
  - ICOCAとSuicaの電子マネーが相互利用開始。
- 3月19日
  - 秋田地方裁判所、秋田児童連続殺害事件の被告に対し、実娘の事件も被告による殺害と認定するも無期懲役判決[a 97]。
  - 第30代日本銀行総裁及び副総裁人事について、内閣から提案された田波耕治総裁、西村清彦副総裁人事案について、衆議院では自由民主党、公明党等の与党の賛成により同意したが、参議院では民主党、社会民主党、日本共産党等の反対多数で田波総裁人事案が否決・不同意とされ、西村副総裁案は自由民主党、公明党、民主党、社会民主党、国民新党が賛成して同意とされた[a 98]。結果、3月20日付で西村清彦副総裁と先に同意されていた白川方明副総裁が就任することとなり、退任する福井俊彦総裁が白川方明を日本銀行法の規定により、総裁欠員の際の職務代行者に指名[a 99]。

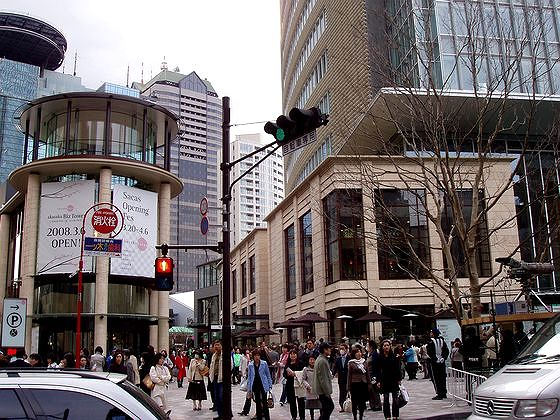
赤坂サカス

- 3月20日 - 東京都港区赤坂に、赤坂Bizタワーを中心とした複合施設、赤坂サカスが竣工し、グランドオープン[c 21]。
- 3月22日
  - 3月19日に、神奈川県横須賀市で発生した、タクシー運転手刺殺事件の被疑者とみられるアメリカ合衆国海軍所属の脱走兵の身柄を、同海軍犯罪捜査局が確保[a 100]。
  - 第80回選抜高等学校野球大会が開幕。1998年春（第70回）以来10年ぶりに36校が参加。
- 3月23日
  - 3月19日、茨城県土浦市で男性を刺殺し、茨城県警察により指名手配されていた男が、JR常磐線荒川沖駅前で8人に切りつける通り魔事件を起こし、1人を刺殺、2人に重傷を負わせ直後に逮捕（土浦連続殺傷事件）[a 101]。
  - 熊本県知事選挙が施行され、元東京大学教授の蒲島郁夫が他候補らを大差で下し、初当選[a 102]。
- 3月24日 - 金澤一郎宮内庁皇室医務主管が記者会見を行い、今年に入って体調不良を訴えていた美智子皇后が、胃酸が食道へ逆流する胃食道逆流症であったと発表。先に骨粗鬆症に罹る恐れがあることを公表した明仁天皇共々、来年以後の天皇夫妻の公務軽減を図ることを改めて表明[a 103]。
- 3月25日 - 岡山県岡山市のJR岡山駅で、男性が山陽本線下りホームから突き落とされ電車にはねられ翌朝死亡。家出中の大阪府大東市の18歳の少年による犯行。逮捕後の供述により無差別殺人と判明[a 104]（岡山駅突き落とし事件）。
- 3月26日
  - オウム真理教の破産管財人、阿部三郎弁護士が、破産手続完了を宣言[a 105]。
  - 山口地方裁判所、2006年1月7日にJR下関駅に放火、焼失させた76歳の被告に対し懲役10年の判決[a 106]。
  - 国土交通省、九州新幹線西九州ルート（長崎ルート）武雄温泉駅 - 諫早駅間の新規建設着工を認可[a 107]。
- 3月27日
  - 最高裁判所第3小法廷、ケーエスデー中小企業経営者福祉事業団をめぐる汚職事件に関する裁判で、村上正邦元自由民主党参議院議員会長の上告を棄却、懲役2年2月、追徴金7288万円の実刑が確定[a 108]。
  - 福岡高等裁判所、2004年9月に福岡県大牟田市で3名を殺害した元暴力団幹部の男とその長男に対し、1審判決を支持し死刑判決[a 109]。
- 3月28日
  - 東京都文京区小石川で、7人家族のうち祖父母と妻が殺害され、夫と長女を除く子供2人が負傷する事件発生。夫が犯行を自供[a 110]。
  - 岐阜地方裁判所、大分県日田市中津江村や岐阜県高山市で金塊を強奪したグループの主犯格だった北九州市の在日韓国人の男に懲役16年の判決[a 111]。
  - イー・モバイルが携帯電話音声通話サービスを開始[a 112]。
  - 第80回選抜高等学校野球大会の3回戦、鹿児島県の鹿児島工と京都府の平安の試合は延長15回、3対3の引き分けに終わり、30日に再試合が行われる。
- 3月29日
  - 参議院で平成20年度政府一般会計予算案を野党の反対多数で否決するも、両院協議会を経て、衆議院の議決を国会の議決とする日本国憲法第60条の規定により、衆議院本会議で予算案の成立を宣言[a 113]。
  - 山陰自動車道の名和ICから大山ICが開通[a 114]。
  - Suica・ICOCAとTOICAの相互利用開始[a 115]。
  - PASMOがSuicaの仙台エリア、新潟エリアでも鉄道利用可能となる[b 4]。
  - 首都圏中央連絡自動車道鶴ヶ島JCT - 川島IC間開通[a 116]。
- 3月30日
  - 東京都交通局日暮里・舎人ライナー 日暮里駅 - 見沼代親水公園駅開業[a 117]。
  - 横浜市営地下鉄グリーンライン 日吉駅 - 中山駅開業[a 118]。
  - 東北中央自動車道の主寝坂道路が全線開通[a 119]。
  - 那智勝浦道路（和歌山県）のうち那智勝浦新宮道路（新宮市三輪崎 - 那智勝浦町那智勝浦IC間）開通[a 120]。
  - 第80回選抜高校野球大会で28日に延長引き分けになった、鹿児島工対平安戦の再試合は1対0で平安が勝利し、2003年（第75回）以来、5年ぶり準々決勝に進出し、春夏通算90勝目を挙げた。
- 3月31日
  - 東京地方裁判所、弁当販売大手ほっかほっか亭が、フランチャイズ離脱および独自ブランド立ち上げを表明したプレナスの営業停止を求めた仮処分申請を全て却下。プレナスの新ブランド移行が確実となる[a 121]。
  - KDDIが展開する携帯電話サービスツーカーが終了[c 22]。
  - 小樽短期大学が閉校[a 122]。
  - 三木鉄道三木線、この日の最終列車をもって廃止[a 123]。
  - 島原鉄道島原鉄道線の一部区間（島原外港 - 加津佐間）、この日の最終列車をもって廃止[a 124]。
  - 揮発油税の暫定税率がこの日をもって期限切れ[a 125]。但し、租税特別措置の効力について、5月末まで延長するブリッジ法案を可決[a 126]。

### 4月
- 4月1日
  - 慶應義塾大学が共立薬科大学を統合し、慶應義塾大学に薬学部が誕生した。
  - 同志社大学が工学部を改組し、理工学部とする。
  - 茨城交通湊線が第3セクターのひたちなか海浜鉄道へ移管[c 23]。
  - 岩手県盛岡市、千葉県柏市、兵庫県西宮市、福岡県久留米市が中核市に[a 127]、埼玉県春日部市が特例市に移行。
  - 農林水産省、輸入小麦の政府引き渡し価格を30%引き上げ[a 128]。
  - 京セラ、この日付けで三洋電機の携帯電話事業を総額500億円で買収。日本国内の携帯電話メーカーの事業統合は初[a 129]。
  - 新日本製鐵、JFEスチールなど鉄鋼大手各社がブラジルの資源会社から購入する鉄鉱石価格が65%値上げ。これに伴い鋼板などの卸売価格も20%程度上昇[a 130]。
  - メタボリックシンドローム予防を目的とする「特定健診・特定保健指導」を義務化・開始[a 131]。
  - 百貨店売上高第4位の三越と第5位の伊勢丹が経営統合、国内最大の百貨店グループ、三越伊勢丹ホールディングスとなる[a 132]。
  - 改正短時間労働者の雇用管理の改善等に関する法律（パートタイム労働法）施行。「正社員と同視すべきパート労働者」の差別的待遇が禁止される[c 24]。
- 4月2日 - 国土交通省航空・鉄道事故調査委員会、2005年12月25日に発生したJR羽越本線脱線事故について、局所的に発生した風速40m/sの突風が原因であり、予見は難しかったとする最終調査報告を発表[a 133]。
- 4月3日
  - NHK、放送直前のニュース原稿をもとにインサイダー取引を行った記者ら3人の懲戒免職を発表[a 134]。
  - 最高裁判所第1小法廷、赤い羽根共同募金や小中学校への寄付金などを自治会費に上乗せして徴収する行為は違法との判決を下す[a 135]。
  - 千葉県警察、インターネットで運び屋を募集し中国から覚醒剤を運ばせていた密売組織を摘発、41人を逮捕[a 136]。
  - 3月26日、東京都練馬区で販売された花王「ヘルシア緑茶」1本に除草剤成分が混入されていたことが判明し、同社が保健所および警視庁へ通報[a 137]。
- 4月4日
  - 神奈川県平塚警察署、2007年10月16日に平塚市の西友平塚店で小学生がエスカレーターのベルトと保護板に頭を巻き込まれ意識不明の重体になった事故について、シンドラーエレベータが設置した建築基準法基準より短い保護板が事故の間接的原因であるとして、同社の設置工事責任者ら5名を書類送検[a 138]。
  - 全日空グループの航空会社エアーセントラルの機長が、飛行中の航空機の操縦室に関係者を2度座らせていたことが判明[a 139]。
  - 第80回選抜高等学校野球大会の決勝戦が甲子園球場で行われ、沖縄県の沖縄尚学が9対0で埼玉県の聖望学園に勝利し、1999年春（第71回）以来9年ぶり2度目の優勝。
- 4月5日 - 陸奥湾で、青森市の漁協所属のホタテ漁船「日光丸」が遭難、1人が死亡し、7人行方不明[a 140]。
- 4月6日 - 徳島市市長選挙で、自由民主党及び公明党が推薦した現職の原秀樹が再選[a 141]。
- 4月7日
  - 警視庁と東京湾岸警察署、4月3日に港区台場でフィリピン人女性のバラバラ殺人遺体が発見された事件で、1999年に別のフィリピン人女性に対する死体損壊で実刑となった男を同容疑で逮捕[a 142]。
  - 神奈川県横浜市金沢区の関東東圧化学横浜工場で化学薬品による爆発事故が発生、従業員1名が死亡[a 143]。
  - 前日に兵庫県加東市で販売された爽健美茶1本を飲んだ女性が体調不良となり病院に運ばれた事件で、飲み残しの検査により除草剤グリホサートの成分が検出されたことが判明[a 144]。
- 4月8日
  - コンビニエンスストア大手ファミリーマートとファストフードチェーンサブウェイが合弁店舗展開を開始[c 25]。
  - 強い低気圧の影響で、関東から東海地方にかけて激しい雨と強風が襲い、交通機関の運航ダイヤが乱れるなどの被害が生じた[a 145]。

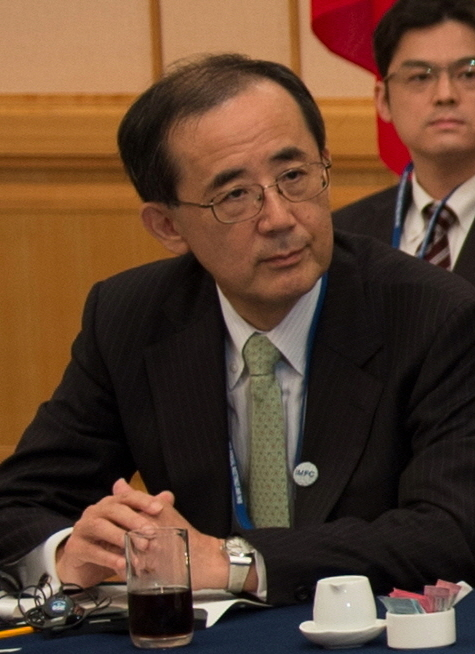
白川方明

- 4月9日 - 白川方明日本銀行副総裁の総裁昇格案が衆参両議院で可決。午後に任命され、福井俊彦前総裁の任期満了以降の空席状態が解消されるも、渡辺博史一橋大学教授の副総裁任命案は参議院で否決。採決において民主党内に造反議員が出る[a 146]。
- 4月10日
  - チベット仏教最高指導者ダライ・ラマ14世、インドからアメリカ合衆国へ向かう途中、6時30分頃成田空港に到着、午後まで滞在し、安倍昭恵前首相夫人と会談、記者会見の後離日[a 147]。
  - 東京拘置所、大阪拘置所で各2名、計4名の死刑囚に対し死刑執行[a 148]。
- 4月11日
  - 最高裁判所第2小法廷、東京都立川市の防衛庁（現防衛省）官舎に無断で立ち入りビラ配りを行った3名が、住居侵入罪に問われた事を不服として訴えた裁判の上告を棄却、被告の罰金刑が確定[a 149]。
  - 東京高等裁判所、2001年1月31日に100人が負傷した日本航空旅客機2機によるニアミス事故について、1審で無罪となった管制官2名の過失を認定、執行猶予付有罪判決[a 150]。
  - 静岡県榛原郡吉田町の東名高速道路吉田インターチェンジ付近で、下り線を走行していた大型トラックのタイヤが外れ中央分離帯を飛び越え、上り追い越し車線を走っていた名阪近鉄バス運行の観光バスのフロント部分を直撃、観光バスの運転手が死亡、バスの乗客7名が軽傷[a 151]。
  - 厚生労働省、旧ミドリ十字が輸入販売し、薬害C型肝炎の原因となったフィブリノゲン製剤「フィブリン糊」の納品先を公表[c 26]。
- 4月12日 - 北関東自動車道笠間西IC - 桜川筑西IC間開通。
- 4月13日 - 千葉県立八千代西高等学校で4月8日に挙行された入学式の際、入学金未納の男女各1名の生徒に対し、入学式への参列を認めず、別室待機の措置を執っていたことが判明。両名は同日中に入学金を納入したことで入学を許可されたが、学校側は「千葉県の条例に則った措置である」と主張[a 152]。
- 4月14日
  - 警視庁刑事部捜査第一課と小松川警察署、4月5日から行方不明となっている東京都江戸川区の19歳の女性に対する監禁等の容疑で青梅市の26歳の男を逮捕[a 153]。
  - 最高裁判所第一小法廷、山口県上関町の上関原子力発電所建設に反対する住民3名が、中国電力への土地所有権移転登記の抹消を求め訴えた裁判で、2審の広島高等裁判所判決を支持、上告を棄却、原告の敗訴確定[a 154]。
- 4月15日
  - 後期高齢者医療制度の対象者832万人に対する年金からの保険料天引きがこの日の年金支払いから開始[a 155]。
  - 福岡県警察、3月26日に福岡市城南区で31歳の女性に対する通り魔事件を起こし、4月14日に同早良区で78歳の女性を刺殺した容疑で、同中央区の22歳の男を逮捕[a 156]。
  - そごう大宮店、川口店、柏店、千葉店、横浜店、神戸店、西神店、徳島店、呉店、広島店に設置されていた「世界の人形時計」が同日閉店時刻を最後にからくり機能の使用を中止した[a 157]。
- 4月16日
  - 4代目南極観測船しらせの命名式および進水式挙行（2009年5月20日就役[a 158]）。
  - 政府、外国為替法に基づき、イギリス系投資ファンドザ・チルドレンズ・インベストメント・ファンド（TCI）に対し、電源開発株式の追加取得中止勧告[a 159]。
- 4月17日
  - 名古屋高等裁判所、イラクへの自衛隊派遣は違憲であるとして弁護士と市民団体らが訴えた裁判で、派遣差し止めと慰謝料請求については1審同様棄却するも、青山邦夫裁判長が「米兵らを空輸した航空自衛隊の活動は戦争放棄を規定した憲法9条1項に違反する」との見解を示す。原告が上告しない意向を表明したため、勝訴した国は上告できず、2審で判決が確定[a 160]。
  - 最高裁判所第2小法廷、2002年に京都府宇治市で発生した殺人事件の被告の上告を棄却、無期懲役判決を下した際、捜査段階で行われた公道でのビデオ撮影、およびゴミ集積所からの証拠品押収は合法であるとの判断を示す[a 161]。
  - 日本民間放送連盟、「発掘!あるある大事典II」での捏造問題で除名処分となっていた関西テレビ放送の再入会を、会員活動を最短でも9月までの間停止する条件付で承認[a 162]。
- 4月18日
  - 大田弘子経済財政担当大臣が関係閣僚会議に提出した月例経済報告で、景気の基調判断を「回復はこのところ足踏み状態」と報告[a 163]。日本銀行支店長会議でまとめられた4月の地域経済報告でも、北海道以外の全国8地域の景気判断について景気判断を引き下げ、全体の総括判断も「緩やかな拡大基調」から「減速している」に下方修正[a 164]。全国規模での景気減速が明確化。
  - 福田康夫内閣総理大臣、訪日中の楊潔篪中国外相と会談、チベット自治区問題の対話による解決を要請すると同時に、4月26日に長野市で行われる予定の聖火リレーに中国人による「聖火防衛隊」が参加するのを拒否する意向を表明[a 165]。
  - 最高裁判所第2小法廷、ネスレ日本の男性社員2名による訴訟で、家族の介護等の理由がある社員に対する遠隔地への転勤命令は無効であるとする判決[a 166]。
- 4月18日 - 4月23日
  - 東京都江東区のマンションで隣人による殺人事件が発生。（江東マンション神隠し殺人事件）
- 4月20日
  - 島根県出雲市の出雲大社、約60年に一度の本殿改修工事に伴い、御神体を仮神殿へ遷宮する儀式挙行[a 167]。
  - 長野県長野市の国宝善光寺本堂回廊の6ヶ所に落書きが発見される。長野県警察は北京五輪の聖火リレー問題に絡んだ心無い悪戯の可能性があるとして、建造物損壊罪と文化財保護法違反容疑で捜査を開始[a 168]。
- 4月21日
  - イエメン・アデン沖の海上で、日本郵船の原油タンカー「高山」が海賊とみられる不審船に襲撃され5発被弾[a 169]。
  - 首相官邸で、福田康夫内閣総理大臣と韓国の李明博大統領による日韓首脳会談。北朝鮮の核兵器放棄に向け、米国も含めた3カ国の連携強化を確認[a 170]。
  - 奈良地方裁判所、奈良小1女児殺害事件の被告人本人による控訴取り下げは有効であるとし、この日付で死刑判決確定を確認。弁護人が大阪高等裁判所に抗告[a 171]。
- 4月22日
  - 広島高等裁判所、1999年4月に山口県光市で発生した光市母子殺害事件の差し戻し審で、犯行当時18歳の被告人に死刑判決。被告側は即日上告[a 172]。
  - 東京地方検察庁特別捜査部、富士通子会社の内部情報を基にインサイダー取引をしていたとして、野村證券の中国人社員ら3人を証券取引法（現：金融商品取引法）違反容疑で逮捕[a 173]。
  - 茨城県警察、茨城県国民健康保険団体連合会の元会計主任を、約10億円に及ぶ業務上横領容疑で逮捕[a 174]。
- 4月23日
  - 東京高等裁判所、仕手集団「光進」による蛇の目ミシン工業恐喝事件で多大な負債を抱えた蛇の目ミシン工業旧経営陣に対する株主代表訴訟の差し戻し控訴審で、旧経営陣に583億円の賠償を命じる判決[a 175]。
  - 公正取引委員会、音楽著作権管理事業において新規事業者の参入を不当に締め出した私的独占の禁止及び公正取引の確保に関する法律（独占禁止法）違反の疑いで、JASRACに立ち入り調査[a 176]。
  - あおぞら銀行、日本の大手銀行として初めて、サブプライムローン問題の影響により3月期決算で220億円の経常赤字となる[a 177]。
  - 農林水産省と厚生労働省、吉野家が2007年8月に輸入したアメリカ産牛肉からBSE特定危険部位の脊柱が含まれたものが発見されたことを公表[a 178]。
  - 東京地方検察庁特別捜査部、中国での遺棄化学兵器処理事業をめぐり、建設コンサルタント「パシフィックコンサルタンツインターナショナル」に1億2000万円を不正支出させた特別背任罪容疑で、元社長ら4人を逮捕[a 179]。（PCI事件）
- 4月24日 - 東京都内で、天皇・皇后・皇太子ら皇族、および福田康夫内閣総理大臣ら三権の長臨席の下、政府主催日系ブラジル人移民100周年記念式典挙行[a 180]。
- 4月25日
  - 大阪高等裁判所、松下電器産業の子会社、松下プラズマディスプレイによる偽装請負を告発し解雇された元請負社員による裁判で、同社による解雇権の乱用および元社員の地位保全を認める判決[a 181]。
  - 公正取引委員会、再生紙の古紙利用比率偽装による不当景品類及び不当表示防止法違反で、日本製紙グループ本社、王子製紙、紀州製紙、大王製紙、中越パルプ工業、北越製紙、三菱製紙、丸住製紙の8社に排除命令[a 182]。
- 4月26日
  - モスクワで日ロ首脳会談開催。福田康夫首相、プーチン大統領とイルクーツク近郊での共同油田開発に同意。北方領土については対話継続を確認。メドヴェージェフ次期大統領とも会談し、環境問題での連携を確認[a 183]。
  - 2000年の三宅島噴火以来8年間停止されていた三宅島空港への定期旅客航空便が再開[a 184]。
  - 長野市で行われた北京オリンピック聖火リレーに対する反対運動および妨害行為などで6名逮捕[a 185]。
- 4月27日 - 衆議院山口2区補欠選挙で、民主党公認の平岡秀夫（前職）が自由民主党公認の新人、山本繁太郎を下し、通算4回目の当選[a 186]。
- 4月28日
  - 気象庁、2時32分に沖縄県付近で発生したマグニチュード5.2の地震に対し、一般向け緊急地震速報を出す。速報発表は運用開始後初だが、実際の最大震度は速報発表の基準となる5弱を下回る[a 187]。
  - 2006年に発生した、いわゆる『新宿・渋谷エリートバラバラ殺人事件』一審公判で、東京地方裁判所は被告人に対し、刑事責任能力を認定した上で、懲役15年の実刑判決を言い渡した[a 188]。
- 4月30日
  - 自由民主党及び公明党はガソリン税暫定税率復活を盛り込んだ租税特別措置法改正案や『住民税（地方税）の一部を出身地の自治体などに寄付できる』いわゆる“ふるさと納税”制度を盛り込んだ地方税法改正案等の歳入関連一括法案について、衆議院本会議において『参議院が法案を否決したと看做す』動議を可決した後、参議院からの法案返付の後、歳入関連一括法案を記名投票で採決し、与党の3分の2による再議決を行い、法案を成立させた[a 189]。
  - 歳入関連一括法案の衆議院での再議決を受け、福田康夫内閣総理大臣が記者会見を行い、「歳入不足が生じるという無責任状態を解消するための法案再議決である」「道路特定財源の一般化は、生活者財源への改革である」「後期高齢者医療制度等、数々の混乱及びご迷惑を国民の皆様にかけて申し訳ない。責任を痛感している」など、一連の国政問題に対する見解を述べ、国民に理解を求めた[a 190]。

### 5月
- 5月1日 - 北海道・東北・中国・四国・北九州地域において、自動販売機でタバコを購入する際に顔写真入りICカード・taspoが必須となる。
- 5月2日
  - 主婦の友社が発行する1917年創刊の雑誌「主婦の友」、この日発行する6月号をもって休刊。
  - X JAPANのギタリスト・hideの死から10年。この日と翌日の5月3日に味の素スタジアムにてhide memorial summitが開催された。
- 5月3日 - 愛知県豊田市の農地で、この日朝、下校途中の女子高校生が遺体で発見された。愛知県警察本部と豊田警察署は遺体の状況から強盗殺人事件と断定し、捜査本部を設置して事件の捜査を開始した[a 191]。
- 5月6日
  - 改正祝日法の適用により、火曜日として初めて振替休日となる[3]。
  - 胡錦濤 中華人民共和国主席兼中国共産党中央委員会総書記が日本国訪問。中華人民共和国の国家元首の日本訪問は1998年の江沢民前国家主席以来、10年ぶり[a 192]。
- 5月8日
  - この日未明に茨城県沖を震源地とするマグニチュード6.7の強い地震が発生。茨城県水戸市並びに栃木県芳賀郡茂木町で震度5弱を観測した。尚、この地震で気象庁は『緊急地震速報』を発信した[a 193]。
  - 京都府舞鶴市朝来川の雑木林でこの日、5月7日から行方不明となっていた女子高校生の遺体が発見され、京都府警察本部は遺体や現場周辺の状況などから殺人事件と断定して捜査を開始した[a 194]。
- 5月12日 - 三菱東京UFJ銀行が進めていたATMなどで行うオンライン取引システム統合作業のプログラム設定ミスによって、セブン銀行など一部の金融機関で三菱東京UFJ銀行の取引が出来なくなるトラブルが発生した。三菱東京UFJ銀行はトラブルの原因について『初歩的なミス』であるとしたが、金融庁は今回のトラブルに「はなはだ遺憾である」と不快感を示した[a 195]。
- 5月13日 - 衆議院本会議で道路整備費の財源等の特例に関する法律の一部を改正する法律案について、参議院での同法案否決を受けて野党から両院協議会を請求すべしとの動議が提出され討論ののち起立少数で否決、次いで与党から再議決を求める動議が提出され討論ののち自由民主党、公明党等の起立多数で可決後、同法律案衆院議決案の記名採決が行われ、自由民主党、公明党等の3分の2以上の賛成により同法律案が再可決された。これによっていわゆる『道路整備財源特例法』は成立した[a 196]。
- 5月15日 - 九州地方および山口県と東日本で弁当店「ほっかほっか亭」をフランチャイズとして運営していたプレナスが、「ほっともっと」ブランド立ち上げ。これに伴い「ほっかほっか亭」全国3450店舗のうち、プレナスおよび同社のフランチャイズの一部が運営する2078店がブランド変更[a 197]。
- 5月18日 - 西日本鉄道がICカード乗車券システム「nimoca」を導入した[b 5]。
- 5月20日 - シンガポール航空が、エアバスA380を、同型機の日本発着定期路線初就航となる成田路線に投入[a 198]。
- 5月21日 - 宇宙基本法案が参議院本会議で自由民主党、民主党、公明党の賛成多数により可決・成立[a 199]。
- 5月26日 - 長崎地方裁判所、2007年4月17日に伊藤一長長崎市長（当時）が市長選の活動直後に銃撃され死亡した事件で、殺人と公職選挙法違反の罪に問われた元暴力団幹部の被告に対し、求刑通り死刑の判決を言い渡した。死刑判決を受けた被告は同年6月10日に控訴した[a 200]。
- 5月28日
  - アフリカ開発会議が神奈川県横浜市のパシフィコ横浜にて開催[c 27]。
  - 船場吉兆が一連の不祥事を受け、廃業を決定[a 201]。
- 5月31日 - 星出彰彦が搭乗したスペースシャトル・ディスカバリーが、現地時間のこの日、ケネディ宇宙センターから打ち上げられた[a 202]。

### 6月
- 6月1日
  - 中部・北陸・関西地域において、自動販売機でタバコを購入する際に顔写真入りICカードであるtaspoが必須となる。
  - 阪神高速8号京都線十条通区間が開通。
  - 車の後部座席でのシートベルト着用の義務化、75歳以上のシルバードライバーへの「もみじマーク」の表示義務付け、自転車教則の30年ぶりの改定などが規定された改正道路交通法が施行[a 203]。
- 6月3日
  - 埼玉県川越市今泉の駐車場で、男2人が拳銃を持ったまま車内に立てこもる事件が発生。車から拳銃を持って降りてきた1人は公務執行妨害の現行犯で逮捕され、拳銃を所持したまま車内に立てこもっていたもう1人は、約9時間後に拳銃で頭を撃って自殺を図ったところを銃刀法違反の現行犯で逮捕された。病院に搬送されたが、のちに死亡が確認された[a 204]。
  - 日雇い派遣大手「グッドウィル」の違法労働者派遣事件で、労働者を二重派遣したとして港湾運送会社「東和リース」の元常務が職業安定法違反容疑で、グッドウィル元北関東エリアマネジャー兼企画管理部事業戦略課長ら3人が同ほう助容疑などで逮捕された[a 205]。
- 6月4日 - 結婚していない日本人父とフィリピン人母10組の間に生まれた子ども10人が、国に日本国籍の確認を求めた2件の訴訟の上告審判決で、最高裁大法廷が出生後の国籍取得に両親の婚姻を必要とする国籍法の規定を違憲と初判断した。大法廷は「遅くとも2003年には、規定は合理的理由のない差別を生じさせ、法の下の平等を定めた憲法に反する」と述べ、10人全員の日本国籍を確認した[a 206]。

- 6月8日

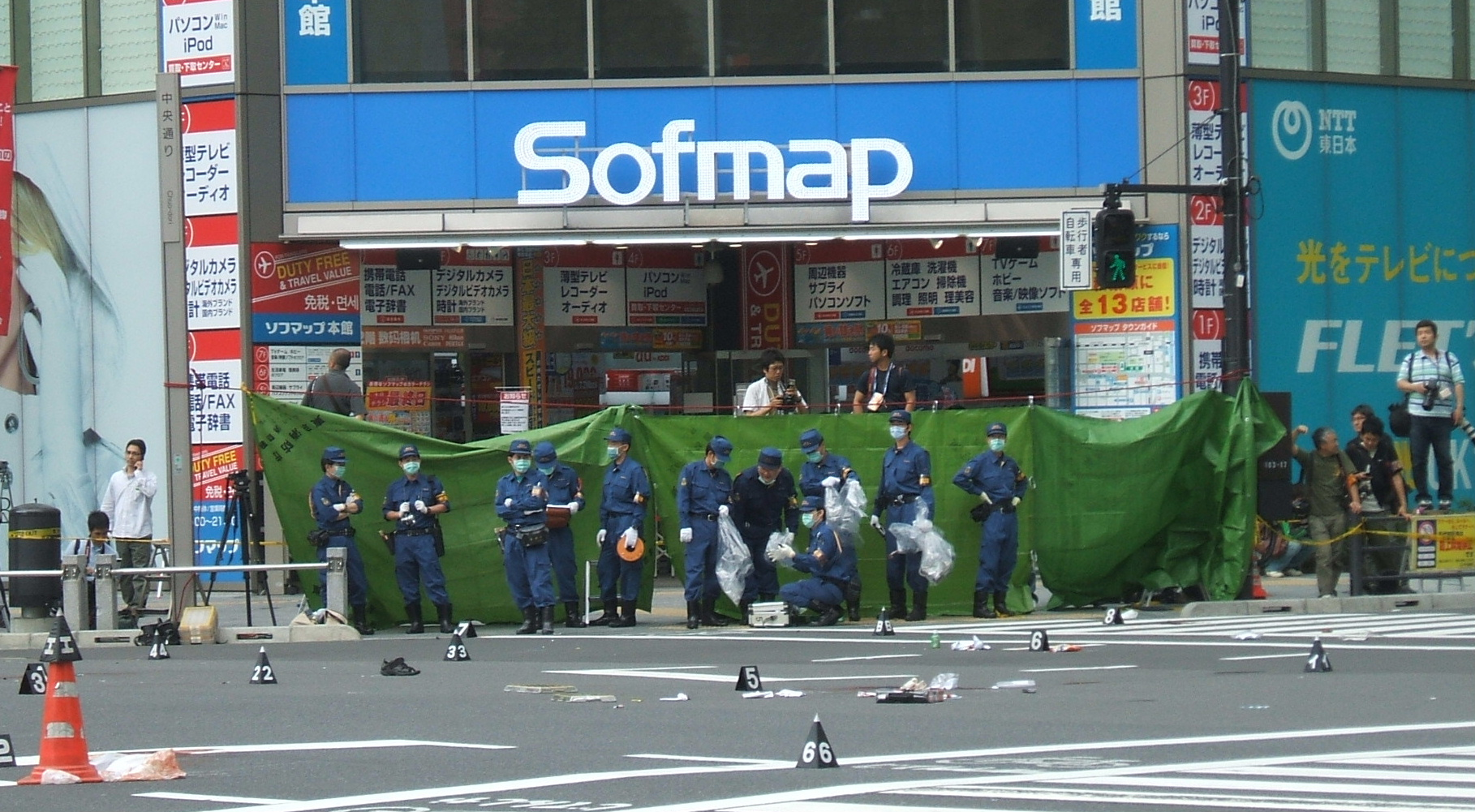
秋葉原通り魔事件。外神田交差点で現場検証をする捜査員。

  - 東京都千代田区外神田の路上でレンタカーと思われるトラックが通行人を跳ね飛ばし、更にトラックの運転席から飛び出した男が刃物のようなもので次々と通行人を襲撃した。この事件で7人が死亡し警部補ら10人が負傷。尚、男は警察に身柄を確保され、殺人未遂の現行犯で逮捕された。→秋葉原通り魔事件[a 207]。
  - 沖縄県議会議員選挙が施行され、開票の結果、沖縄県政与党の自由民主党並びに公明党が過半数を割り込み、野党系勢力が躍進する結果となった[a 208]。
- 6月11日 - 福田康夫内閣総理大臣に対する問責決議が参院本会議で民主、共産、社民、国民新の野党4党などの賛成多数で可決された。首相問責決議は田中義一に次ぎ史上2人目[a 209]。

- 6月14日

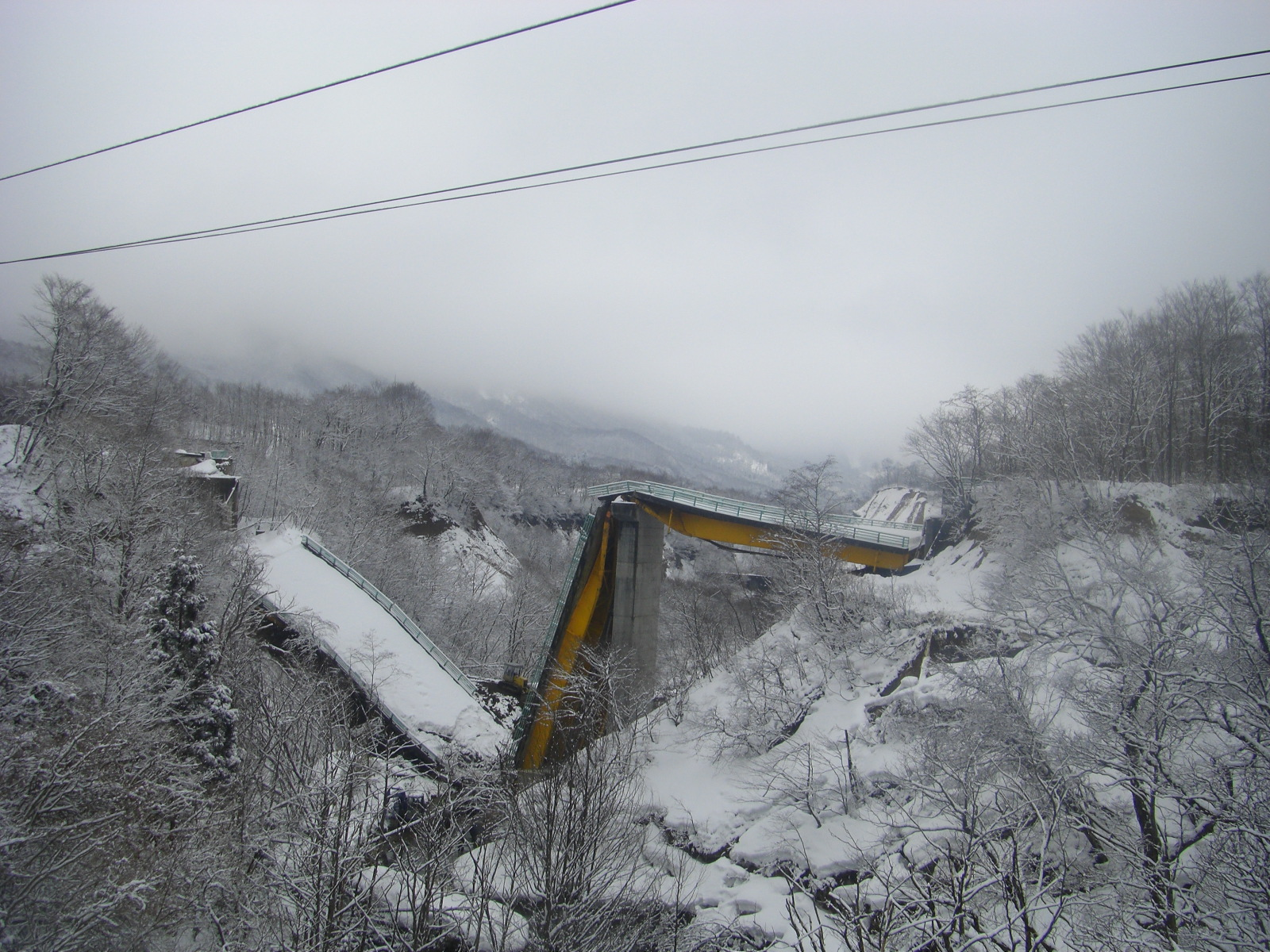
岩手・宮城内陸地震によって崩落した橋。

  - 東京メトロ副都心線 池袋駅 - 渋谷駅開業[a 210]。
  - 平成20年岩手・宮城内陸地震が発生[a 211]。
- 6月17日 - 1988年から1989年に掛けて、東京都と埼玉県で発生した東京・埼玉連続幼女誘拐殺人事件で、死刑判決が確定していた死刑囚に対して東京拘置所内で死刑が執行された。また他二名の死刑囚に対しても東京拘置所と大阪拘置所で死刑が執行された[a 212]。
- 6月22日 - 東急目黒線武蔵小杉駅 - 日吉駅間開業。
- 6月23日 - 大阪・朝日放送が大阪市福島区の新社屋へ移転し、新社屋からの放送電波送信を開始した。これに伴って朝日放送の電波塔として使用していた『大阪タワー』が使用停止となった[a 213]。
- 6月25日 - マルハニチロホールディングス子会社の神港魚類とウナギ販売会社の魚秀が中華人民共和国産のウナギを愛知県一色産ウナギとして産地を偽装表示し、販売していたことが判明。これを受けて農林水産省と水産庁が日本農林規格法違反であるとして二社に対し、改善命令を発した[a 214]。

### 7月
- 7月1日 - 関東・沖縄地域において、自動販売機でタバコを購入する際に顔写真入りICカードであるtaspoが必須となる[a 215]。
- 7月2日 - 2001年9月1日に東京都新宿区歌舞伎町の雑居ビルで発生した、『歌舞伎町ビル火災』事件で、東京地方裁判所は、現場ビルのオーナーら五名に執行猶予付き禁固刑の有罪、麻雀ゲーム店店長の一名のみは無罪判決[a 216]。
- 7月4日 - ダビング10運用開始。
- 7月5日 - 飛驒トンネルを含む、東海北陸自動車道の飛驒清見JCTから白川郷IC開通、最初の供用開始から22年の時を経て東海北陸自動車道が一本につながる。
- 7月6日
  - 青森県下北郡東通村の尻屋崎沖で海上自衛隊の護衛艦『さわゆき』の船内から火災が発生、発見から20分後に消火[a 217]。
  - 青森県下北郡大間町の大間崎沖で、青森朝日放送がチャーターした小川航空（本社：大阪）のヘリコプターが墜落。1人の死亡確認、3名が行方不明のまま捜査打ち切り[a 218]。
  - NHK地球エコ2008の地球温暖化対策の一環として、NHK教育テレビが深夜放送をオイルショックの影響によって電力節減を訴えた1974年頃以来となる23:00で放送終了し、翌日5:00まで6時間、放送を休止。

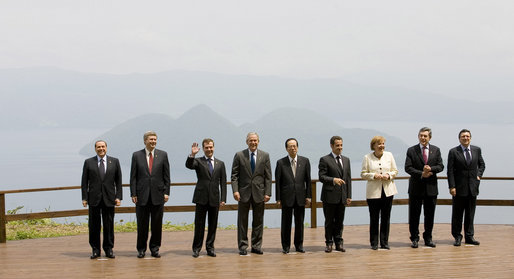
北海道洞爺湖サミット

- 7月7日 - 7月9日 - 日本がホスト国となる第34回主要国首脳会議。北海道洞爺湖町で開催[a 219]。
- 7月8日
  - “くいだおれ人形”で有名な大阪府大阪市中央区道頓堀の老舗料理店「大阪名物くいだおれ」、建物の老朽化及び時代風俗の変遷等を理由にこの日限りで営業を終了[a 220]。
  - 千葉県浦安市舞浜の東京ディズニーリゾート・東京ディズニーランドの正面に国内で3つ目のディズニーホテルである「東京ディズニーランドホテル」が開業[a 221]。
- 7月11日
  - 最高裁判所、1999年9月に、山口県下関市のJR下関駅で発生した下関駅通り魔殺人事件の被告に対し、一、二審の死刑判決を支持し上告棄却、被告人の死刑が確定[a 222]。
  - ソフトバンクモバイルがApple製のスマートフォンであるiPhone 3Gを販売開始。
- 7月13日 - 鹿児島県知事選挙で、無所属現職の伊藤祐一郎が2度目の当選[a 223]。
- 7月16日 - 愛知県内の東名高速道路を走行中の名古屋駅発東京駅行きJR東海バスの高速バスがナイフを持った男にバスジャックされる。バスは美合パーキングエリアに緊急停車、愛知県警察の捜査官の説得により、被疑者の山口県の14歳の男子中学生が投降、逮捕。負傷者はなし[a 224]。
- 7月19日 - 宮城県北東部の牡鹿半島沖を震源とするマグニチュード6.6の地震、宮城県と福島県の沿岸部に津波注意報発令[a 225]。
- 7月22日 - 八王子通り魔事件。
- 7月24日 - 岩手県沿岸北部を震源とするマグニチュード6.8の地震[a 226]。詳細は、岩手県沿岸北部地震
- 7月28日
  - 兵庫県神戸市灘区の都賀川でゲリラ集中豪雨による異常増水、川遊びに来ていた地元の児童ら4人が川に流されて死亡する水難事故が発生[a 227]。
  - 石川県金沢市で7月28日未明から集中豪雨、雨の影響で浅野川が増水し氾濫、浅野川河畔の地域が冠水する水害事故が発生[a 228]。
  - これ以降、日本各地で「ゲリラ豪雨」や「局地豪雨」などと呼ばれる局地的な激しい雷雨による被害が頻発。2008年夏の局地的荒天続発を参照。
- 7月29日 - 福岡県北九州市戸畑区の新日本製鐵八幡製鐵所のコークス炉で火災が発生し、第5番コークス炉を全焼[a 229]。
- 7月31日 - 日雇い派遣大手のグッドウィルが、度重なる不祥事により、厚生労働省から一般労働者派遣事業の許可が取り消されることが確実になったため廃業[c 28]。

### 8月
- 8月1日 - 首相：福田康夫は政権発足11ヶ月目にして自由民主党役員人事の刷新と内閣改造人事を断行した[a 230]。
- 8月2日 - 8月18日 - 第90回全国高校野球選手権記念大会

当初、8月8日開催予定だったが、北京オリンピックの開幕と重複するため、それを避けるため史上最速開催が実現した。出場校は1998年夏（第80回）同様に北海道と東京都に加えて埼玉県、千葉県、神奈川県、愛知県、大阪府そして兵庫県の6府県からも2代表が選出されて55校で開催する。
- 8月3日 - 首都高速5号池袋線熊野町JCTでタンクローリーが横転し炎上する事故が発生。これにより中央環状新宿線が通行止めとなる[b 6]（熊野町事故）。

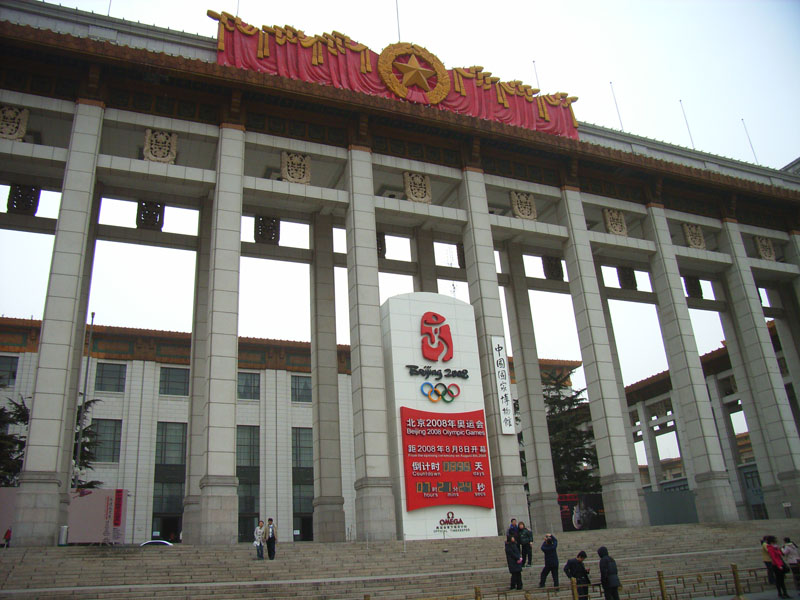
北京オリンピック

- 8月6日 - 第90回全国高等学校野球選手権大会の大会5日目、1回戦第3試合・大阪桐蔭対日田林工戦が雷雨によりノーゲーム、翌8月7日の第1試合に順延。
- 8月8日 - 北京オリンピック開幕（8月24日閉会式）。
- 8月15日 - 環状七号線でタンクローリーが横転する事故が発生（環七タンクローリー横転事故）。
- 8月17日 - 東京都千代田区内幸町の帝国ホテルで火災が発生。本館2階の倉庫部分を約20平方メートルを焼く。宿泊客などに負傷者はなし[a 231]。
- 8月18日
  - 警視庁組織犯罪対策5課と本所警察署は、大麻含有乾燥タバコを所持していたとして、大相撲間垣部屋所属のロシア人幕内力士を逮捕した[a 232]。
  - 第90回全国高校野球選手権大会の決勝戦が甲子園球場で行われ、北大阪の大阪桐蔭が、静岡県の常葉菊川に17対0で勝利し、初出場・初優勝を果たした1991年夏（第73回）以来17年ぶり2度目の優勝。決勝戦での17得点は史上最多タイ、21安打は史上最多となった。また大阪府代表の優勝は上記の第73回以来17年ぶり10度目。
- 8月31日 - はてなが動画サービスrimoのサービスを終了。

### 9月
- 9月1日 - 福田康夫首相は首相官邸で緊急の記者会見を行い、「首相および自由民主党総裁の職を辞することを決めました」と辞意を表明[a 233]。
- 9月2日 - 日本相撲協会、先のロシア人幕内力士の大麻所持事件を受け、十両以上の関取を対象に行った抜き打ちの薬物検査により、大嶽部屋及び北の湖部屋所属のロシア人兄弟幕内力士2名からマリファナ反応が検出されたことを緊急記者会見で発表[a 234]。
- 9月5日 - 事故米不正転売事件を農林水産省が発表。
- 9月11日 - 明治製菓と明治乳業が2009年春をめどに経営統合し、持ち株会社を設立することを発表（11月26日に両社が臨時株主総会を開催、持ち株会社の社名は明治ホールディングスとなる）。
- 9月13日 - 京都縦貫自動車道丹波綾部道路綾部安国寺IC - 京丹波わちIC間が開通。
- 9月16日 - アメリカ証券会社大手リーマン・ブラザーズの経営破綻に伴い、同社日本法人リーマン・ブラザーズ証券および関連会社が東京地方裁判所に対し民事再生法適用申請。リーマン・ブラザーズ証券の負債総額は計約3兆9000億円と、2000年に倒産した協栄生命保険に次ぐ戦後2番目の大型倒産[a 235][a 236]。
- 9月18日 - 福岡市西区の小戸公園で小学校1年生の男児が絞殺死体で発見され、福岡県警察本部による捜査の結果、同月22日、母親を殺人容疑で逮捕[a 237]。
- 9月19日 - 農薬残留汚染米問題（所謂『事故米』問題）で太田誠一農相と白須敏朗農林水産省事務次官が辞職を表明[a 238][a 239]。
- 9月21日
  - 東金市女児殺害事件。
  - 民主党、東京都内で開催した臨時党大会で、小沢一郎民主党代表の三度目の代表選出を承認。小沢代表は「今こそ日本を変える時が来た。政権交代を目指して行こう」等と所信を表明、次期衆議院議員総選挙に向けた態勢作りに全力を挙げる姿勢を示す[a 240]。
- 9月22日 - 自由民主党、東京都千代田区永田町の党本部で、自由民主党総裁選挙を挙行する為の両院議員総会を開催、麻生太郎幹事長が351票を獲得、第23代自由民主党総裁に選出され、直ちに総裁就任[a 241]。
- 9月24日
  - 福田康夫内閣総辞職。在任期間は365日となり、日本国憲法下では史上7位の短命政権となった[a 242]。
  - 第170回国会臨時会召集。福田内閣総辞職を受けた首班指名選挙で、衆議院では自由民主党の麻生太郎総裁が、参議院では民主党の小沢一郎代表がそれぞれ内閣総理大臣に指名され、両院協議会で両院が合意に至らず、日本国憲法第67条の規定に則り、麻生太郎が第92代内閣総理大臣に指名される[a 243]。
  - 麻生太郎新首相による新内閣組閣で、小渕優子が、戦後最年少の34歳で内閣府特命担当大臣（少子化担当相）で初入閣。第1次岸信介改造内閣で郵政相に就任した田中角榮の39歳を大幅に更新。閣僚名簿を官房長官ではなく首相自ら発表[a 244]。
- 9月28日 - 中山成彬国交相、大臣就任後に行った、「成田空港建設」、「単一民族」などに関する一連の発言の責任を取る形で閣僚を辞職。ただし、日教組問題に関する発言については一切の訂正謝罪を拒否[a 245]。
後任に、小泉純一郎政権下で内閣府特命担当大臣（規制改革問題担当）を務めた金子一義が指名される[a 246]。
- 9月29日
  - 三菱UFJフィナンシャル・グループ、米モルガン・スタンレーに対する90億ドル（約9450億円）、議決権の21%相当の出資、同時にUFJからモルガン・スタンレーに取締役1人を派遣することで同意[a 247]。
  - 東京しごとセンターでプレセミナーが開かれる。
- 9月30日
  - 国土交通省の外局の船員労働委員会が廃止される[c 29]。
  - 住友生命保険、損害保険事業(子会社のスミセイ損害保険)から撤退、三井住友海上火災保険と提携し、今後は同社の商品販売および長期契約の2010年内までの切り替えを行うことを発表[a 248]。

### 10月
- 10月1日
  - 未明、大阪府大阪市浪速区の個室ビデオ店で火災発生、死亡者15名、負傷者10名を出す惨事。大阪府警察本部と浪速警察署、ビデオ店の火元となった個室を利用していた40代の男を放火容疑で逮捕[a 249]。
  - NHK、受信料の訪問集金および放送受信章を廃止[c 30]。
  - 国民生活金融公庫、農林漁業金融公庫、中小企業金融公庫、国際協力銀行が日本政策金融公庫に移行[c 31]。
  - 東京ディズニーリゾート・イクスピアリの元・アネックスパーキング（ゲスト用屋外駐車場）に、北米以外では初の常設劇場となるシルク・ドゥ・ソレイユの常設劇場「シルク・ドゥ・ソレイユ シアター東京」開業[a 250]。
  - 松下電器産業が社名を「パナソニック株式会社」に変更、国内での商標も「Panasonic」に統一。これに合わせて「松下」「ナショナル」を冠するグループ会社の社名も「パナソニック」を冠する社名に変更、「松下グループ」も「パナソニックグループ」となる[a 251]。
  - 国土交通省の外局として観光庁[c 32]と運輸安全委員会、特別の機関として海難審判所が発足。
  - 海外留学仲介「ゲートウェイ21」が東京地方裁判所に破産を申し立て倒産。負債総額約12億9000万円。留学予定者など約1300名が支払った前払い金計約9億5000万円の返還はほぼ見込めず[a 252]
- 10月2日 - 広島地方裁判所、讀賣テレビ放送「たかじんのそこまで言って委員会」で光市母子殺害事件被告弁護団に対する懲戒請求を呼び掛けた橋下徹弁護士（現大阪市市長）を、弁護団のうち広島弁護士会所属の弁護士4名が訴えた裁判で、橋下弁護士に1人あたり200万円、計800万円の損害賠償支払いを命じる判決[a 253]。
- 10月6日
  - 大阪地方裁判所、9月19日に松本引越センターから提出された民事再生法適用申請を却下、同社の破産手続き開始を決定。負債額は約50億9500万円[a 254]。
  - 最高裁判所第2小法廷、成人学生の国民年金加入が任意だった当時、未加入状態で障害を負い、障害基礎年金を受給できない3人が不支給停止を求めた学生無年金訴訟で、1、2審を支持、原告の元学生の訴えを棄却。同種の訴訟における2007年の2度の判決に続き3度目の原告敗訴の判決[a 255]。

- 10月7日

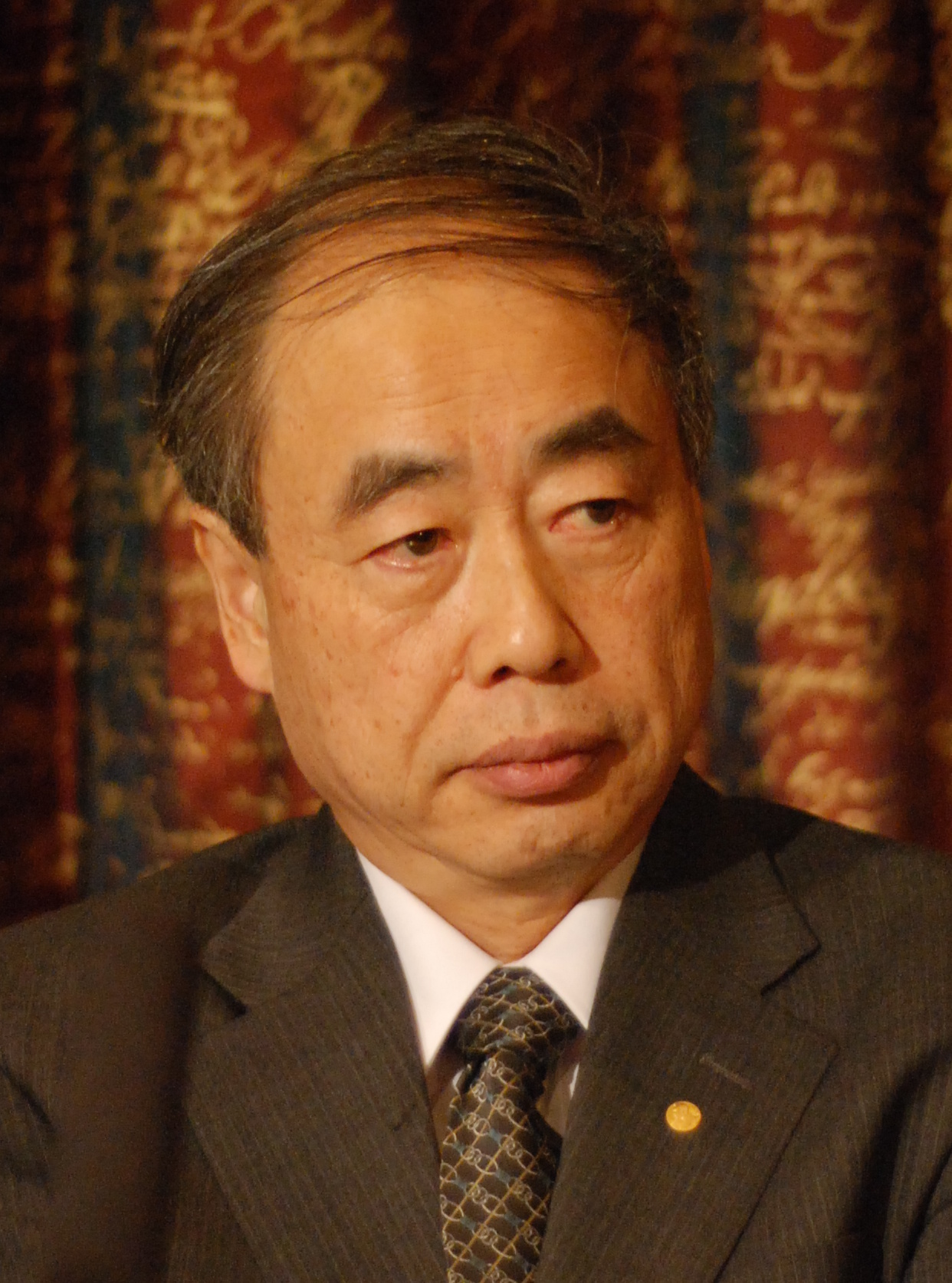
小林誠

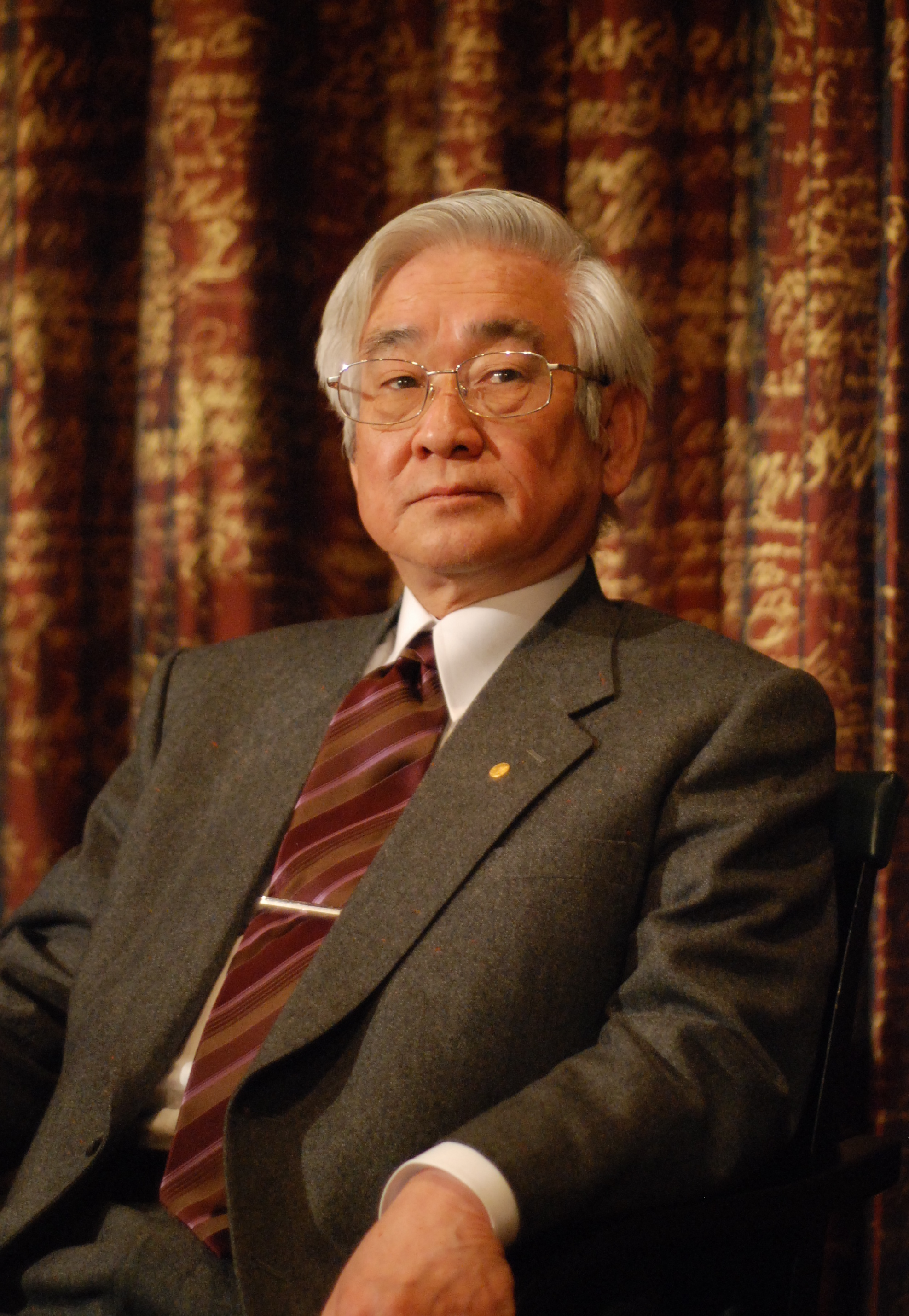
益川敏英

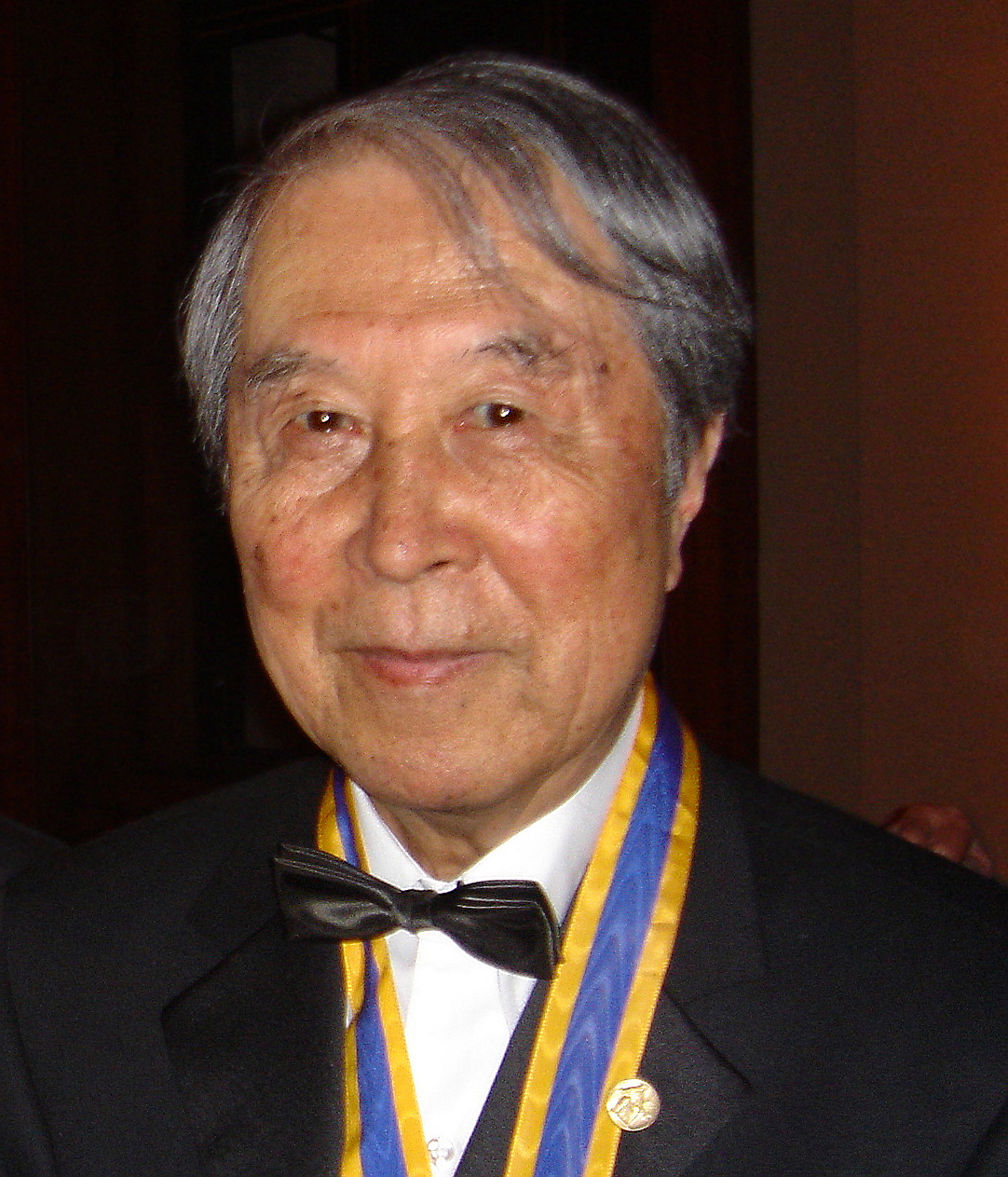
南部陽一郎

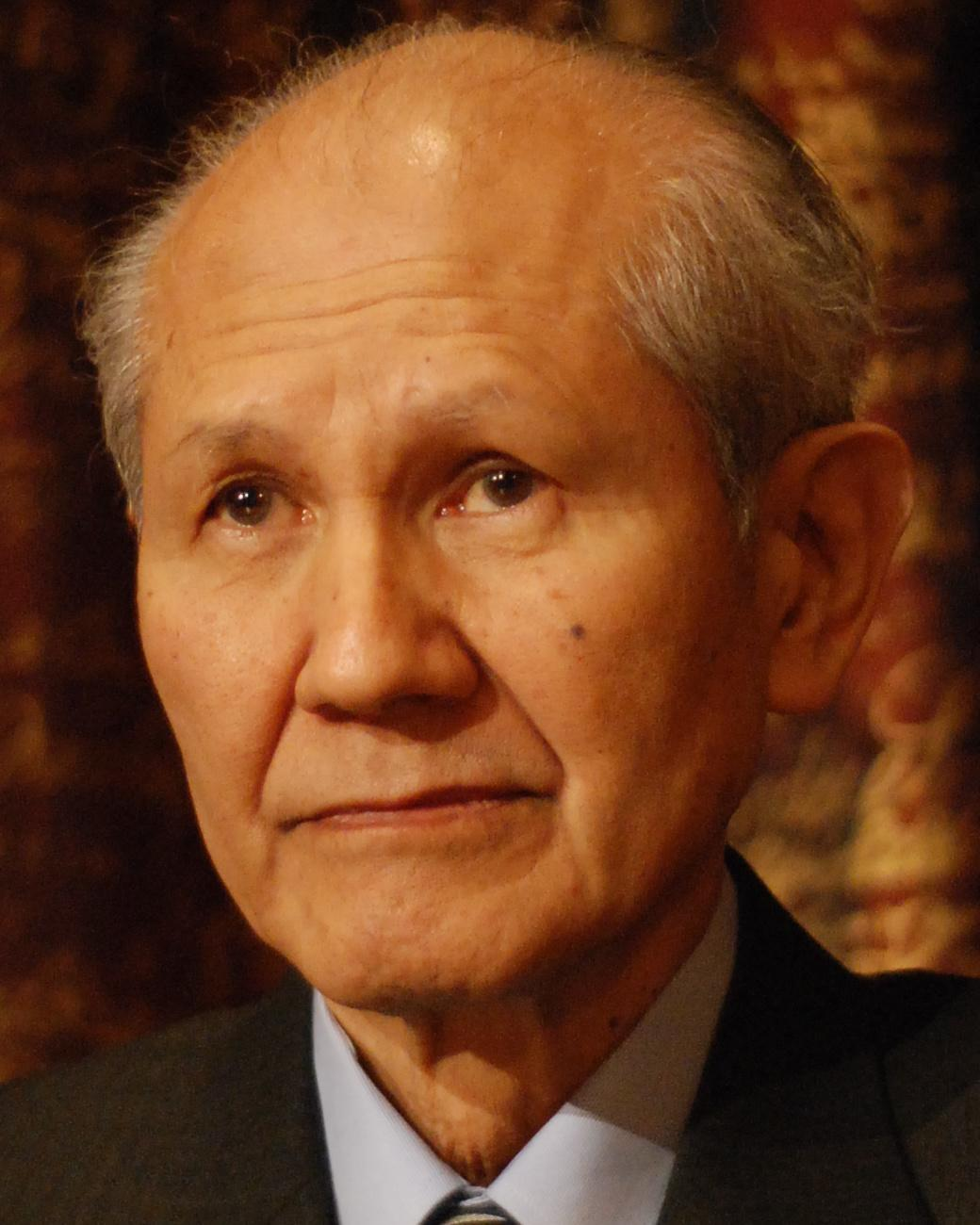
下村脩

  - アメリカの金融危機のあおりを受けて株価が下落を続け、日経平均株価が一時9916円21銭を記録。1万円を割り込んだのは2003年12月以来[a 256]。
  - 小林誠（高エネルギー加速器研究機構名誉教授）、益川敏英（京都大学名誉教授）、南部陽一郎（シカゴ大学名誉教授）3名のノーベル物理学賞受賞が決定。日本生まれの人物3人が同年にノーベル賞を受賞するのは史上初[a 257]。
- 10月8日
  - 海洋生物学者で理学博士の下村脩（ボストン大学名誉教授）、『緑色蛍光タンパク質GFPの発見と開発』の功績により、ノーベル化学賞の受賞が決定[a 258]。
  - 東京株式市場の日経平均株価終値が前日比952円58銭安の9203円32銭となり、前日比9.38%の下落率を記録。この時点で1987年10月のブラックマンデー（14.9%安）、1953年3月のスターリン暴落（10%安）に次ぐ過去3番目の下落率（2日後および8日後の暴落により5番目の下落率となる）[a 259]
- 10月9日
  - 不動産投資信託（REIT）のニューシティ・レジデンス投資法人が、東京地方裁判所に民事再生法の適用を申請し倒産。負債総額は1123億円。東証上場REITの倒産は初[a 260]。
  - 農林水産省、事故米転売問題で、名古屋市の接着剤メーカー「浅井」および同社社長を食品衛生法違反で愛知県警察に刑事告発[a 261]
- 10月10日
  - ロサンゼルス市警察、ロス疑惑問題でサイパンで拘束していた三浦和義を、現地時間早朝ロサンゼルスに向け移送[a 262]。ロサンゼルス時間同日22時、拘束先のロス市警留置所内で自殺しているのが発見される[a 263]。
  - 政府、2009年4月1日付で、岡山市を18番目の政令指定都市へ移行、群馬県前橋市、滋賀県大津市、兵庫県尼崎市の3市を中核市に指定することを閣議決定[a 264]。
  - 政府、10月13日に期限切れとなる北朝鮮に対する経済制裁の半年間延長を閣議決定[a 265]。
  - 大和生命保険株式会社が東京地方裁判所に更生特例法の適用申請を行い経営破綻。負債総額約2,695億円[a 266]。
  - ニューヨーク証券取引所の急落の影響を受け、日経平均株価が再び暴落、終値で前日比881円06銭安の8,276円43銭となり、下落率9.62%と10月8日を上回り史上3番目となる下落率を記録（10月16日の暴落を受け史上4番目となる）[a 267]。
  - 百貨店大手髙島屋と、阪急阪神ホールディングスを傘下に持つH2Oリテイリングの両社、資本・業務提携し、3年以内を目途に経営統合する計画を発表。合併により三越伊勢丹ホールディングスに次ぐ業界2位の規模となる[a 268]
- 10月11日 - コンビニエンスストア業界最大手のローソンが、レックス・ホールディングス傘下のコンビニエンスストアであるam/pmの買収を企図し、am/pm側に買収交渉を申し入れ、両社間の折衝に入ったことが明らかになった[a 269]。
- 10月14日
  - 北洋銀行と札幌銀行が合併、合併後の行名は北洋銀行[c 33]。
  - 東京証券取引所の日経平均株価が、前日のニューヨーク証券取引所の急騰を受け急上昇、終値が前取引日に比べ1171円14銭高の9447円57銭となり、過去最高の14.15%の上昇率を記録[a 270]。
  - トレーラー炎上事故の影響で8月3日から一部通行止めとなっていた首都高速5号池袋線が開通[a 271]
- 10月15日
  - ニチレイフーズが中華人民共和国から輸入し、東京都八王子市南大沢のイトーヨーカドー南大沢店で販売した中国製冷凍インゲンを購入して食べた消費者が健康被害を訴えた為、東京都が直ちに調査した結果、有機リン系殺虫剤『ジクロルボス』が検出され、ニチレイフーズ、イトーヨーカドー、セブン&アイ・ホールディングスが当該製品の販売並びに取引を中止[a 272]。
  - 民主党の前田雄吉衆議院議員が、マルチ商法団体からの政治献金問題で同党を離党[a 273]。
  - 東京都新宿区西新宿に、学校法人が所有する超高層ビルとしては国内最高層のものとなるモード学園コクーンタワー（地上50階・地下4階建）竣工[c 34]。
- 10月16日 - 東京証券取引所の日経平均株価終値が前取引日に比べ1089円2銭安の8458円45銭となり、ブラックマンデーに次ぐ史上2位の11.41%の下落率を記録[a 274]。
- 10月17日
  - 静岡県磐田市の食品業者が中華人民共和国から輸入したつぶあんを食べ、めまいを訴えた顧客がいたため、静岡県が検査した結果、商品からトルエンと酢酸エチルが検出される[a 275]。
  - ニューヨークの国際連合本部で開催された国際連合総会で、日本が加盟国最多の10度目となる非常任理事国に選出される。任期は2009年1月から2年間[a 276]。
- 10月19日
  - 京阪中之島線 天満橋駅 - 中之島駅開業[a 277]。
  - 新潟県、富山県各県知事選挙で、ともに現職の泉田裕彦、石井隆一両知事が再選[a 278]。
- 10月20日
  - イタリアンファミリーレストランのサイゼリヤが、北海道〜関東エリアのチェーン店547店舗で販売した中国産ピザ生地原材料から有毒物質メラミンを検出[a 279]。
  - リーマンブラザース日本法人の子会社で経営破綻したサンライズファイナンス社が債権者であった東京都港区高輪の創業137年の老舗『京品ホテル』が経営不振を理由として突如廃業[a 280]。
従業員労組が地位保全仮処分申請を東京地方裁判所に提出[a 281]。
- 10月22日 - 東京都内に住む臨月の妊婦を主治医が脳内出血と診断し救急病院への搬送を依頼したものの、都内の7病院を盥回しにされた後、東京都立墨東病院で胎児は出産したものの本人が脳内出血で死亡する医療事故が10月4日夜に発生していたことが判明。石原慎太郎東京都知事が調査指示を表明[a 282]。
- 10月24日
  - ロンドン外国為替市場で一時1ドル=90円台、1ユーロ=113円台と、1995年8月以来13年3か月ぶりとなる円高を記録[a 283]。
  - 円高の影響で東京株式市場の日経平均株価が大幅に下落、2003年（平成15年）5月以来、5年5ヶ月ぶりに8000円を割る、前日比811円90銭安の7649円3銭の終値で終了[a 284]。
  - 政府南極地域観測統合推進本部、三代目南極観測船『しらせ』について、維持費高騰のため、初代『宗谷』、二代目『ふじ』同様静態保存せず、退役後解体スクラップ処分、スクリューなど艦体の一部のみ保存することを決定[a 285]。
- 10月25日 - JR北海道がICカード乗車券「Kitaca」を導入[c 35]。
- 10月26日
  - 岡山県知事選挙で、現職の石井正弘が4選[a 286]。
  - 創業1864年の老舗百貨店、横浜松坂屋がこの日限りで閉店[a 287]。
- 10月27日 - 日経平均株価、2003年4月のバブル崩壊 以降最安値を更新、前週末比486円18銭（6.36%）安の7162円90銭となり、1982年10月7日以来26年ぶりの安値水準を記録[a 288]
- 10月29日
  - 大阪府吹田市の遊園地エキスポランド、負債16億円を抱え大阪地方裁判所に民事再生法適用を申請、保全監督命令を受け経営破綻[a 289]。
  - 石川嘉延静岡県知事、当初2009年3月に予定されていた静岡空港の開港が「遅くとも7月」に延期されたことを発表[a 290]。
- 10月30日
  - 1947年創業の東京都秋葉原のパソコンショップ老舗九十九電機が、東京地方裁判所に民事再生法適用を申請。負債総額は約110億円。店舗営業は継続[a 291]。
  - 麻生太郎首相、記者会見で総事業規模26兆9,000億円の追加経済対策概要を発表、同時に、3年後の消費税率引き上げ案、及び現時点での衆議院の解散・総選挙はないことを明言[a 292]。
- 10月31日
  - 日本銀行、金融政策決定会合で政策金利を0.5%から0.3%程度に引き下げることを決定[a 293]。
  - 不動産ディベロッパーダイナシティ、およびマンション販売康和地所が東京地方裁判所に民事再生法適用を申請。負債総額はダイナシティが520億円、康和地所が143億5000万円[a 294][a 295]。
  - 航空自衛隊田母神俊雄幕僚長が、APAホテルグループが募集した懸賞に個人の資格で寄稿した論文で『日本が侵略国家であったなどとは濡れ衣もいいところ』と記載していたことが判明、浜田靖一防衛大臣により更迭される[a 296]。
  - 愛知県の夕刊紙、名古屋タイムズが31日発行の11月1日付、紙齢20,834号で廃刊した[a 297]。

### 11月
- 11月1日
  - 大手家電パナソニック（旧：松下電器産業）が、経営再建中の三洋電機を買収し、自社グループ傘下とするべく三井住友銀行など三洋電機の大株主三社との協議に入り、年内にも三洋電機のパナソニックグループ入りを実現させたい意向が判明[a 298]。
- 11月4日
  - ナンバープレートに「ご当地ナンバー」の富士山ナンバーが導入される。
  - 大阪地方検察庁特別捜査部は、有名作曲家兼音楽プロデューサーで音楽ユニットglobeのメンバーでもある小室哲哉が兵庫県内の個人投資家に対し、自らが持つ音楽著作権の譲渡話を持ち掛け、5億円を詐取したとして同日朝、強制捜査に乗り出し、容疑が固まったとして小室容疑者ら3名に逮捕状を執行、詐欺罪等の容疑で逮捕した[a 299]。
- 11月5日
  - 東京地方裁判所は、防衛省装備品調達汚職事件で贈賄側の防衛専門商社山田洋行元専務に対して懲役2年、収賄側の防衛省元事務次官に対して懲役2年6ヶ月、追徴金1,250万円の実刑判決をそれぞれ言い渡した[a 300]。
  - 大阪府警察本部、10月21日に大阪市北区梅田の路上で会社員が乗用車に撥ねられ、約3km引きずられて死亡した轢き逃げ事件で、22歳のホストを殺人と自動車運転過失傷害、道路交通法違反容疑で逮捕。容疑者は無免許かつ飲酒運転であったことを自供[a 301]。
- 11月12日 - 東京都渋谷区神宮前の特殊効果演出会社の家屋で火薬が爆発炎上した。この爆発火災で特殊効果演出会社の社長とその家族5人が死傷し、消防隊員が軽傷を負った。爆発原因は映画撮影の特殊効果に使用する火薬の調合ミスと見られる[a 302]。
- 11月16日
  - 栃木県知事選挙が施行され、自由民主党及び公明党が推薦する現職の福田富一が再選[a 303]。
  - 次期衆議院議員総選挙の前哨戦として与野党が位置付けていた沖縄県那覇市市長選挙が施行され、自由民主党及び公明党が推薦する現職の翁長雄志が民主党などが推薦する平良長政候補を退け、三度目の当選を果たした[a 304]。
- 11月18日 - 
  - 埼玉県さいたま市南区の住宅で、この家の住人である厚生省元事務次官夫妻が刺殺体で発見された。埼玉県警察本部と浦和警察署は殺人事件と断定して捜査を開始した[a 305]。
  - 東京都中野区野方の住宅で、この家の住人である厚生省元事務次官夫人が宅配便業者を装った男に刃物で刺され重傷を負う事件が発生した。警視庁捜査一課と野方警察署は傷害事件と断定して捜査を開始した[a 306]。
- 11月24日 - 鳥取豊岡宮津自動車道東浜居組道路が開通。

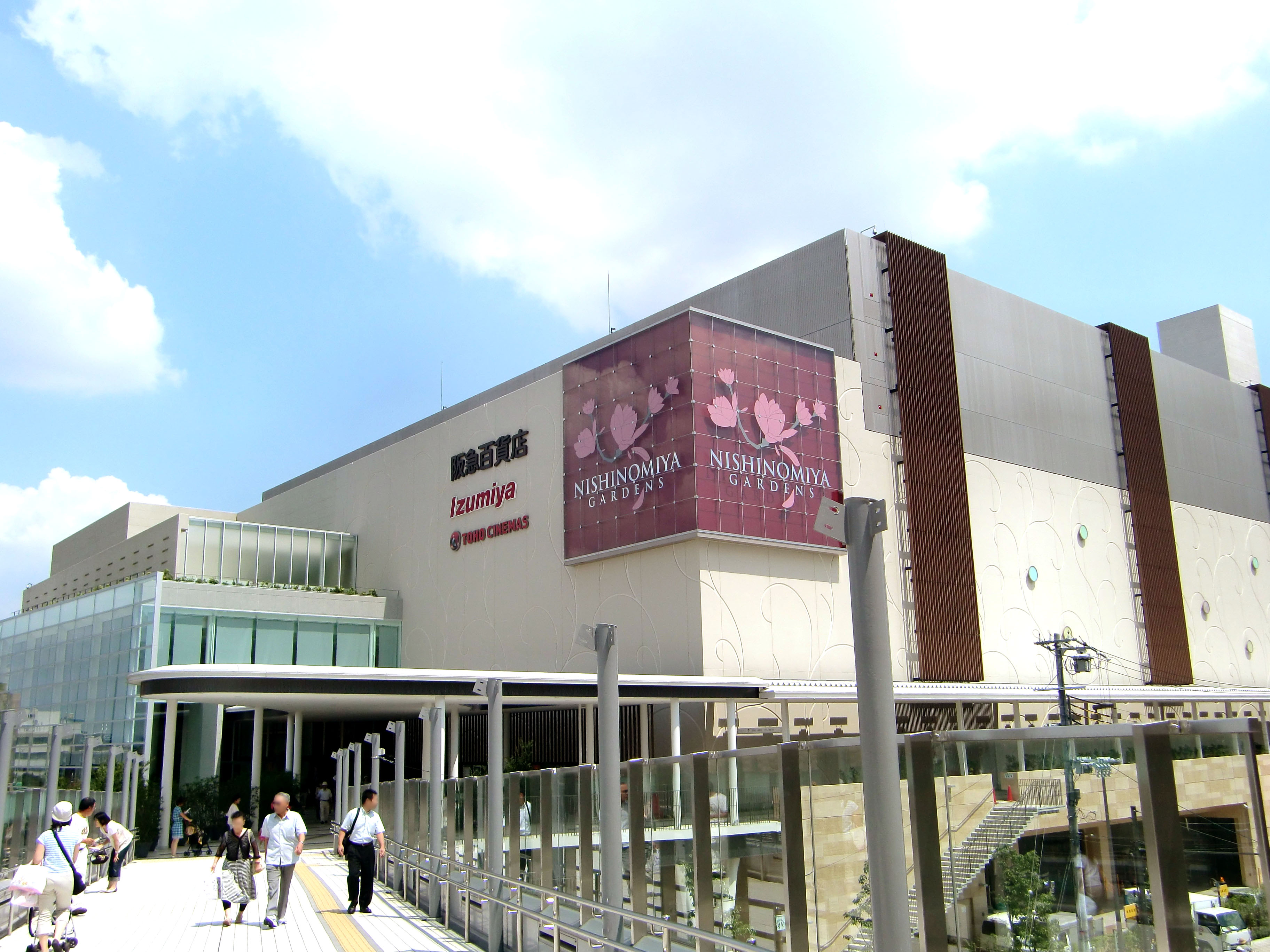
阪急西宮ガーデンズ

- 11月26日 - 兵庫県西宮市の阪急西宮スタジアム跡地に、大型ショッピングモール：阪急西宮ガーデンズが開業[b 7]。

- 11月30日
  - 0系新幹線が山陽新幹線から引退。

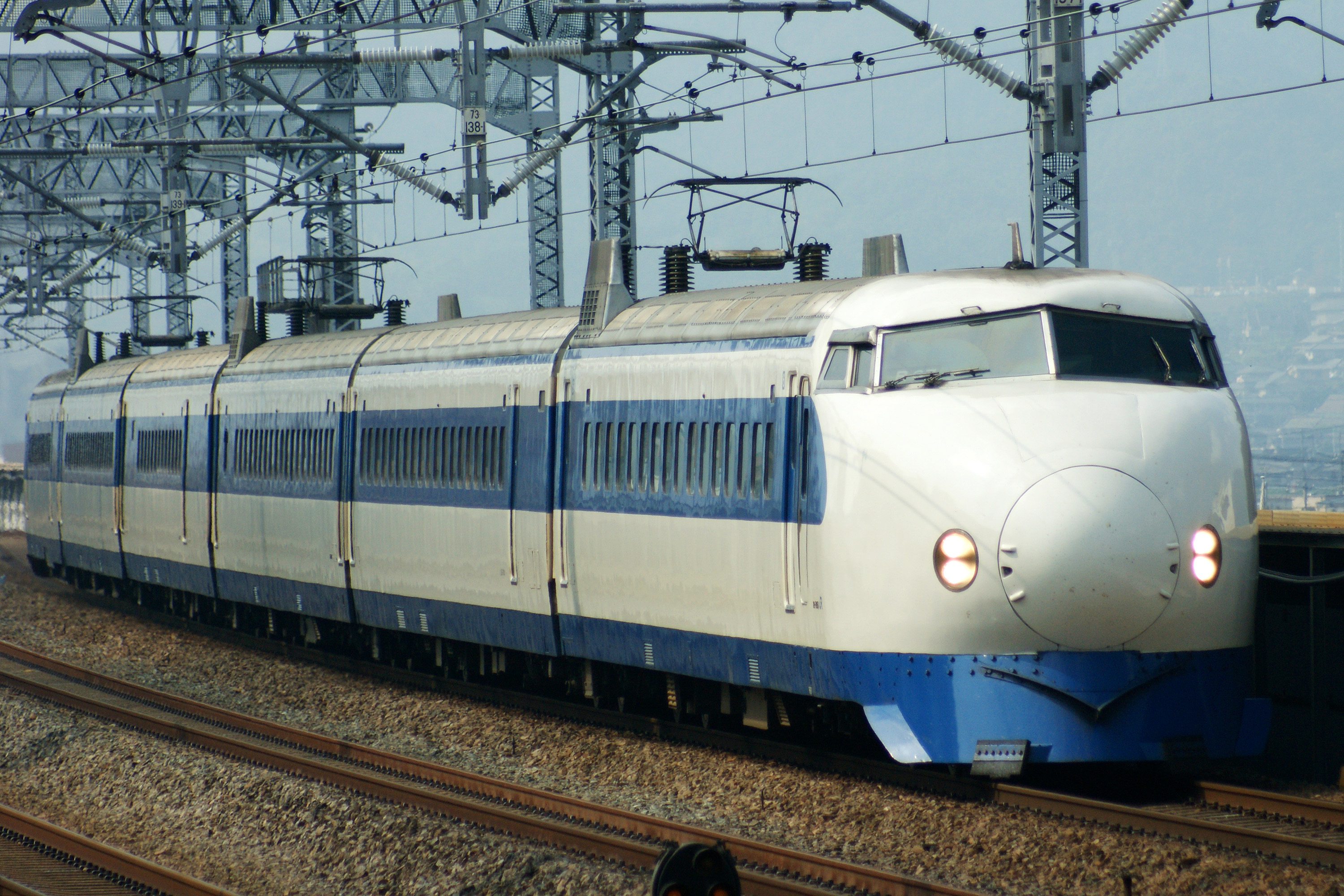
0系新幹線

  - NTTドコモがmovaサービスの新規申込み受付を終了。

### 12月
- 12月1日 - 1943年創刊の読売ウイークリー、この日発行の12月14日号を最後に休刊[a 307]。
- 12月5日 - 本田技研工業、第3期F1活動の撤退を発表。
- 12月9日 - 宮内庁、12月上旬に体調を崩し、精密検査を行った明仁天皇の容態について、「心臓の不整脈は収まった状態である。しかし胃と十二指腸に炎症所見が確認された。陛下がご体調を崩された原因は皇室内外の諸問題に対するご心痛、ご心労であると見られる」と発表。侍医団は天皇の公務見直しなどを宮内庁に要望[a 308]。
- 12月12日
  - 日本漢字能力検定協会が公募した“平成20年 今年の漢字”に『変』が選出される[a 309]。
  - 新テロ対策特別措置法改正案がこの日の参議院本会議で民主党などの野党の反対多数で否決された後、衆議院へ返付され、衆議院本会議で自由民主党と公明党の賛成票3分の2以上を以て再可決され成立。金融機能強化法改正案は、参議院本会議で民主党の修正案が可決されたが、衆議院返付後、衆議院本会議にて民主党修正案を自由民主党と公明党の反対で否決した後、当初の衆議院通過時原案を自由民主党と公明党の賛成票3分の2以上を以て再可決する異例の形で成立[a 310]。
  - 麻生太郎首相、総額23兆円規模となる緊急経済対策、『生活防衛のための緊急対策』の概要を発表し、「主要先進国で一番早い不況脱出を目指す」ことを表明[a 311]。
- 12月19日 - 日本銀行、政策金利の誘導目標を年0.3%から0.1%程度に引き下げることを決定。
- 12月27日 - 名古屋鉄道モンキーパークモノレール線がこの日限りで廃止。
- 12月28日 - 2005年の台風14号により被災し不通となった高千穂鉄道高千穂線のうち廃止手続き未実施であった槇峰駅 - 高千穂駅間が廃止。これにより同線全線が復旧せず廃止。
- 12月29日 - 三井住友海上、あいおい損保、ニッセイ同和損保の損保大手3社が2009年秋にも合併の合意を発表[a 312]。

- 12月31日

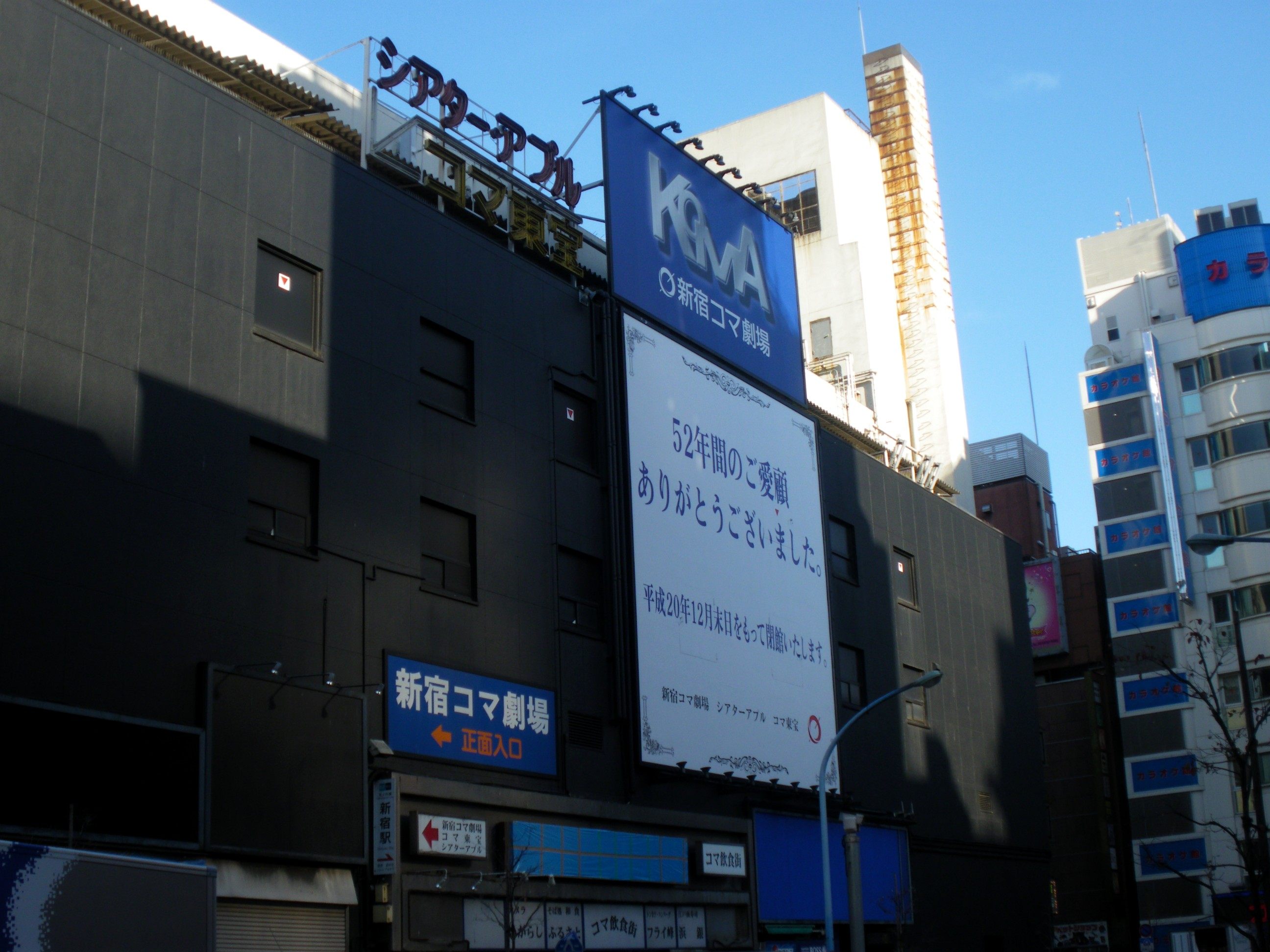
新宿コマ劇場

  - 新宿コマ劇場、この日の興行（テレビ東京系列番組『年忘れにっぽんの歌』生放送）を最後に閉館、最後に詰めかけた観客人数は約2000人[a 313]。
  - 岡山県の倉敷チボリ公園が閉園（正確には2009年1月1日の午前1時）。
- 10-12月期の国内総生産が、前期比3.3%減と、2001年4-12月期のITバブル崩壊以来7年ぶりの3四半期連続のマイナス成長となる。年率換算では12.7%減と、オイルショック直後の1974年1-3月期に年率換算13.1%減となって以来、34年9ヶ月ぶりの2桁減となり、景気後退が深刻化[a 314]。

## 社会

### 経済
- 三菱東京UFJ銀行、旧東京三菱銀行と旧UFJ銀行両行のシステムを完全統合する。
- みずほ証券と新光証券が合併、みずほ証券となる。

### 法
12月1日 - 公益法人制度改革3法施行
- 一般社団法人及び一般財団法人に関する法律
一般社団法人及び一般財団法人について規定
- 公益社団法人及び公益財団法人の認定等に関する法律
公益社団法人及び公益財団法人について規定
- 一般社団法人及び一般財団法人に関する法律及び公益社団法人及び公益財団法人の認定等に関する法律の施行に伴う関係法律の整備等に関する法律（整備法）
  - 民法の改正（従来の民法上の公益法人（社団法人・財団法人）の経過措置）
    - 改正前の民法34条の規定により設立された社団法人または財団法人は、一般社団法人または一般財団法人として存続するが、これらは「特例社団法人」または「特例財団法人」（「特例民法法人」と総称）として経過措置の適用を受ける。法人法制については、一部の事項について一般社団・財団法人法が適用され、他についてはなお従前のとおり。税制においては従前の扱いが継続される。対外的に名乗る名称は従来どおりの社団法人ないし財団法人でよい。
    - 暫定5年間直前の事業年度での公益事業のための財産（公益目的財産額と呼ぶ）を公益の事業のために使い切る計画（公益目的支出計画と呼ぶ）を立て、所管の府省に申請し、かつ実施し認可され一般社団法人・一般財団法人へと移行できる。言いかえれば、公益法人時代の公益事業のための財産を保有したまま税制や法制が異なる一般社団法人や一般財団法人に移行することは認められない。このような計画に基づき移行することを関連法の条文で「通常の一般社団法人または一般財団法人への移行」と謳われる。

  - 中間法人法の廃止（従来の中間法人の経過措置）
    - 従来の中間法人の経過措置については中間法人を参照。

### 交通

#### 道路
- 首都圏中央連絡自動車道の阿見東IC - 稲敷IC間が開通。

### 建築
- 岐阜県に、国内最大級となるダム（徳山ダム）が完成。

## 自然科学

### ノーベル賞
本年は日本出身者では史上最多となる4人がノーベル賞を受賞した。
- 南部陽一郎（アメリカ国籍）・益川敏英・小林誠の3名がノーベル物理学賞を受賞。
- 下村脩がノーベル化学賞を受賞。

### 環境
- 国際サンゴ礁年。サンゴ礁保全の活動が国境を越えて展開される。

## 天候・天災・観測等

### 冬季
冬季（前年12月 - 2月）は寒暖の変動が大きく、12月は高温傾向であったが、1月中旬以降は寒気の影響を受けやすかったため、2月は低温で推移した。冬の気温は全国的に平年並みであった。

### 春季
北日本と東日本で春の気温が非常に高く暑い春であった。

### 夏季
7月から8月中旬までのを中心とした顕著な高温傾向。

### 秋季
2001年及び2003年から6年連続で秋の気温が非常に高く暑い秋であった。

## 文化と芸術

### 流行

#### 流行語
ユーキャン新語・流行語大賞
以下に本年の受賞語を列記する。なお、肩書きや役職などは受賞当時のものである。
- 年間大賞
  - 「グ〜!」（エド・はるみ）
  - アラフォー（天海祐希 〈女優・右記のドラマに主演〉、TBS系ドラマ『Around40〜注文の多いオンナたち〜』により広まった言葉）

- トップテン入賞
  - 居酒屋タクシー（長妻昭 〈衆議院議員〉）
  - 名ばかり管理職（高野広志 〈日本マクドナルド店長〉）
  - 埋蔵金（中川秀直 〈元自民党幹事長〉）
  - 『蟹工船』（長谷川仁美 〈ブックエキスプレス ディラ上野店店員〉）
  - ゲリラ豪雨（石橋博良 〈ウェザーニューズ代表取締役〉）
  - 後期高齢者（山崎英也 〈マスターズ陸上選手〉）
  - 「あなたとは違うんです」（受賞した福田康夫 〈元内閣総理大臣〉 が辞退）

- 審査員特別賞
  - 上野の413球（上野由岐子 〈ソフトボール選手〉）

### 建築
竣工
解体

### 音楽
- 1月23日 - 『そばにいるね』（青山テルマ feat.SoulJa）
- 1月23日 - 『愛のままで…』（秋元順子）
- 2月6日 - 『LIPS』（KAT-TUN）
- 2月6日 - 『home』（木山裕策）
- 2月27日 - 『愛をこめて花束を』（Superfly）。TBS系ドラマ『エジソンの母』主題歌。
- 2月27日 - 『60s 70s 80s』（安室奈美恵）。同アルバムに『NEW LOOK』収録。
- 3月19日 - 『HEART STATION』（宇多田ヒカル）。同アルバムに『ぼくはくま』、『Flavor Of Life』、『Beautiful World』、『Prisoner Of Love』収録。
- 4月16日 - 『GAME』（Perfume）。同アルバムに『ポリリズム』、『Baby cruising Love』、『チョコレイト・ディスコ』収録。翌年に第1回「CDショップ大賞」準大賞を受賞。
- 4月16日 - 『HeartY』（HY）。同アルバムに『366日』収録。
- 4月23日 - 『Telecastic fake show』（凛として時雨、1stシングル）
- 5月8日 - 『シフォン主義』（相対性理論、「第1回CDショップ大賞」大賞。）
- 5月8日 - 『虹』（Aqua Timez）。日本テレビ系ドラマ『ごくせん 第3シリーズ』主題歌。
- 5月14日 - 『LIFE』（キマグレン）
- 5月14日 - 『あらためまして、はじめまして、ミドリです。』（ミドリ、メジャー移籍後初のフルアルバム。）
- 5月17日 - 『ももいろクローバー』(現在はももいろクローバーZ)が川崎の川崎アゼリアにて初披露。この日が事実上の結成日とされている。当時のメンバーは高城れに、百田夏菜子、玉井詩織、高井つき奈、和川美優、伊倉愛美
- 5月21日 -『ウッーウッーウマウマ(ﾟ∀ﾟ)』（キャラメル）。2001年のアルバムが初出。ニコニコ動画での流行を受けリミックス版をシングルカット。
- 5月28日 - 『キセキ』（GReeeeN）。TBS系テレビドラマ『ROOKIES』主題歌。
- 6月25日 - 『One Love』（嵐）。映画『花より男子F（ファイナル）』主題歌。
- 7月30日 - 『GIFT』（Mr.Children）。NHK北京オリンピック・パラリンピック放送テーマ曲。
- 8月6日 - 『I AM YOUR SINGER』（サザンオールスターズ）
- 8月20日 - 『ライオン』（May'n / 中島愛）。アニメ『マクロスF』後期オープニングテーマ。
- 9月3日 - 『HANABI』（Mr.Children）。フジテレビ系テレビドラマ『コード・ブルー -ドクターヘリ緊急救命-』(2008年)、同『2nd season』（2010年）、『3rd season』（2017年）主題歌。
- 9月17日 - 『手紙 〜拝啓 十五の君へ〜』（アンジェラ・アキ）
- 9月17日 - 『ZAZEN BOYS 4』（ZAZEN BOYS）
- 9月24日 - 『The Birthday 〜Ti Amo〜』（EXILE）
- 9月24日 - 『SAYONARAベイベー/恋シテル』（加藤ミリヤ）
- 10月1日 - 『花になれ』（flumpool）。メジャーデビュー配信限定シングル。
- 11月5日 - 『THIS IS MUSIC』（大橋トリオ、「第1回CDショップ大賞」準大賞。）
- 11月5日 - 『ホニャララ』（SAKEROCK）
- 11月12日 - 『ORION』（中島美嘉）。TBS系ドラマ『流星の絆』挿入歌。
- 11月19日 - 『MORE! MORE! MORE!』（capsule）。同アルバムに『JUMPER』収録。
- 『1990年』- 菅原洋一

### 演劇
歌舞伎
宝塚歌劇団

### 映画
- 1月19日 - 人のセックスを笑うな（監督：井口奈己）
- 3月8日 - 接吻（監督：万田邦敏、主演：小池栄子）
- 3月15日 - 実録・連合赤軍　あさま山荘への道程（監督：若松孝二）
- 5月1日 - 相棒 -劇場版- 絶体絶命! 42.195km 東京ビッグシティマラソン（監督：和泉聖治）
- 5月24日 - アフタースクール（監督：内田けんじ）
- 6月7日 - ぐるりのこと。（監督：橋口亮輔、主演：木村多江）
- 6月7日 - ザ・マジックアワー（監督：三谷幸喜）
- 6月28日 - 歩いても 歩いても（監督：是枝裕和）
- 6月28日 - 花より男子ファイナル（監督：石井康晴）
- 7月5日 - クライマーズ・ハイ（監督：原田眞人）
- 7月19日 - 百万円と苦虫女（監督：タナダユキ）
- 8月2日 - 闇の子供たち（監督：阪本順治）
- 8月30日 - 20世紀少年 第1章（監督：堤幸彦）
- 9月13日 - おくりびと（監督：滝田洋二郎、主演：本木雅弘）
- 9月27日 - トウキョウソナタ（監督：黒沢清）
- 10月4日 - 容疑者Xの献身（監督：西谷弘）

### テレビ

#### ドラマ
- 大河ドラマ『篤姫』。エランドール賞作品賞 [TV ガイド賞]（TV部門）。
- 3月 - 9月 NHK連続テレビ小説『瞳』
- 4月 - 6月 『ラスト・フレンズ』（フジテレビ系木曜劇場）
- 4月 - 7月 『ROOKIES』（TBS系土8）
- 4月 - 6月 『ごくせん』（第3シリーズ）（日本テレビ系土曜ドラマ）
- 5月 - 7月 『CHANGE』（フジテレビ系月9）
- 7月 - 9月 『コード・ブルー -ドクターヘリ緊急救命-』（フジテレビ系木曜劇場）
- 7月 - 9月 『ゴンゾウ 伝説の刑事』（テレビ朝日系水9）。向田邦子賞。
- 7月 - 9月 『魔王』（TBS系金曜ドラマ）
- 7月 - 9月 『ヤスコとケンジ』（日本テレビ系土曜ドラマ）
- 9月 - 2009年3月 NHK連続テレビ小説『だんだん』
- 10月 - 12月 『ブラッディ・マンデイ』（TBS系土8）
- 10月 - 12月 『流星の絆』（TBS系金曜ドラマ）。ギャラクシー賞マイベストTV賞グランプリ。

#### 特撮
- 『仮面ライダーキバ』平成仮面ライダーシリーズ第9作目。
- 『炎神戦隊ゴーオンジャー』スーパー戦隊シリーズ第32作目。

#### お笑い
コンテスト番組の優勝者
- 上方漫才大賞
  - ティーアップ（吉本興業）
- NHK上方漫才コンテスト
  - とろサーモン（吉本興業）
- ABCお笑い新人グランプリ　最優秀新人賞
  - ギャロップ（吉本興業）
- 爆笑オンエアバトル チャンピオン大会（NHK、2007年度）
  - トータルテンボス（吉本興業）
- M-1グランプリ（テレビ朝日系）
  - NON STYLE（吉本興業）
- R-1ぐらんぷり（フジテレビ系）
  - なだぎ武（吉本興業）
- キングオブコント（TBS系、初代）
  - バッファロー吾郎（吉本興業）

### アニメ
アニメーション映画
- 3月8日 - ドラえもん のび太と緑の巨人伝（監督：渡辺歩）
- 7月19日 - 崖の上のポニョ（監督：宮崎駿）
- 7月19日 - 劇場版ポケットモンスター ダイヤモンド&パール ギラティナと氷空の花束 シェイミ（監督：湯山邦彦）
- 10月4日 - つみきのいえ（監督：加藤久仁生）。第81回アカデミー賞短編アニメ賞。

テレビアニメ
放送開始月を記載
- 1月 - ARIA The ORIGINATION
- 1月 - 狼と香辛料
- 1月 - true tears
- 4月 - コードギアス 反逆のルルーシュR2
- 4月 - イタズラなKiss
- 4月 - マクロスF
- 6月 - テレパシー少女蘭
- 7月 - 夏目友人帳
- 9月 - バトルスピリッツ 少年突破バシン
- 10月 - イナズマイレブン
- 10月 - 喰霊-零-
- 10月 - かんなぎ
- 10月 - CLANNAD 〜AFTER STORY〜
- 10月 - とある魔術の禁書目録
- 10月 - とらドラ!

OVA

### インターネット
開設
- 4月23日 - Twitter日本語版
- 5月19日 - Facebook日本語版が一般公開

## スポーツ

### 総合競技大会
- 第63回国民体育大会 (チャレンジ!おおいた国体)
- 第8回全国障害者スポーツ大会 (チャレンジ!おおいた大会)

#### 夏季オリンピック・パラリンピック
夏季オリンピック・パラリンピックが中国の首都北京で開催された。日本からも多数のアスリートが出場している。
- 第29回夏季オリンピック（北京）

- 第13回夏季パラリンピック（北京）

### 各競技

#### モータースポーツ
- 全日本選手権フォーミュラ・ニッポン - 松田次生
- 全日本F3選手権 - カルロ・ヴァン・ダム
- SUPER GT
  - GT500 - 本山哲、ブノワ・トレルイエ
  - GT300 - 星野一樹、安田裕信

## 誕生

### 1月
- 1月2日 - 大里菜桜、ファッションモデル、
- 1月13日 - 芳野心咲、NMB48
- 1月17日 - 園部八奏、テニス選手
- 1月27日 - 世古乙羽、RepiDoll
- 1月27日 - 矢田萌華、乃木坂46
- 1月28日 - 藤岡舞衣、ファッションモデル
- 1月30日 - 新沼凛空、ファッションモデル

### 2月
- 2月6日 - 根岸実花、元Ciào Smiles
- 2月16日 - 藤﨑ゆみあ、女優、モデル
- 2月24日 - 石田凛音、子役、YouTuber、モデル
- 2月26日 - 柴山歩、フィギュアスケート選手
- 2月29日 - 松本麗世、ファッションモデル

### 3月
- 3月1日 - 月島琉衣、ファッションモデル、女優
- 3月7日 ｰ ばぁう【騎士X】、歌い手
- 3月16日 - 谷田ラナ、タレント
- 3月20日 - 大藏康誠、能楽師狂言方大蔵流、俳優
- 3月27日 - 横溝菜帆、女優
- 3月29日 - 住田萌乃、女優、歌手 (Foorin)、元子役

### 4月
- 4月2日 - 坂上悠真、子役
- 4月4日 - 草木ひなの、スケートボーダー
- 4月11日 - 白浜あや、B.O.L.T
- 4月22日 - 柴崎楓雅、子役
- 4月26日 - 遠藤彩加里、Juice=Juice
- 4月27日 - 中井亜美、フィギュアスケート選手

- 4月28日 - 長野蒼大、歌手 (えびポン、元BATTLE BOYS)、俳優

### 5月
- 5月2日 - ソニア、子役
- 5月9日 - 今井暖大、YouTuber
- 5月9日 - 櫻井佑音、モデル、子役
- 5月25日 - 有坂心花、ファッションモデル
- 5月31日 - 川原美杏、ファッションモデル

### 6月
- 6月3日 - 山下数毅、日本将棋連盟の関西奨励会に所属する奨励会員
- 6月5日 - 後藤花、歌手、アイドル (ハロプロ研修生)
- 6月10日 - 寺田心、子役
- 6月15日 - tuki.、シンガーソングライター
- 6月16日 - 張本美和、卓球選手
- 6月20日 - 川島夕空、子役
- 6月24日 - 鎌田美礼、女流棋士

### 7月
- 7月1日 - 吉岡優奈、ファッションモデル
- 7月11日 - 木村朱里、女流棋士
- 7月20日 - 山田桃実、櫻坂46
- 7月22日 - 関沢みひろ、子役、タレント

### 8月
- 8月4日 - 阿比留照太、子役
- 8月6日 - 小森香乃、女優、グラビアアイドル
- 8月20日 - 石井心咲、子役
- 8月25日 - 土屋希乃、子役
- 8月26日 - 開心那、スケートボード選手

### 9月
- 9月9日 - 土方エミリ、子役、タレント、モデル
- 9月10日 - 青山菜花、B.O.L.T
- 9月17日 - 岡澤恋、スラックライン選手

### 10月
- 10月5日 - 森平麗心、乃木坂46
- 10月12日 - 清水香帆、女優、ファッションモデル
- 10月14日 - 岸蒼太、ジャニーズJr.、子役
- 10月30日 - 島田麻央、フィギュアスケート選手

### 11月
- 11月22日 - 山口莉愛、歌手 (Lucky²、元lovely²)、女優
- 11月24日 - アイラ・サマーヘイズ、女優
- 11月24日 - 根本真陽、女優
- 11月30日 - 小鷹狩八、子役

### 12月
- 12月5日 - 心希、プロレスラー
- 12月9日 - 稲光亜依、グラビアアイドル
- 12月12日 - ゆたぼん、YouTuber
- 12月22日 - 千田藍生、ジャニーズJr.

### 人物以外
- 4月7日 - ZIPPEI兄弟、タレント犬 (サモエド)（+ 2012年）

## その他
この年の新成人式は全員、昭和62年度生まれのため「新成人が全員昭和生まれ」の最後の年となった。